# Pablo Gargallo
Pablo Emilio Gargallo Catalán, né le 5 janvier 1881 à Maella en Espagne et mort à Reus le 28 décembre 1934, est un sculpteur espagnol considéré comme l’une des principales figures de la sculpture moderne dans la première moitié du XXe siècle. Il fut parmi les premiers à renouveler la sculpture par son travail direct du métal et par l’utilisation des possibilités d’expression du vide.
Aragonais de naissance, c'est à Barcelone que se forme Pablo Gargallo, où il fréquente Pablo Picasso et les jeunes artistes du café Els Quatre Gats. Dès 1903, il alterne les séjours entre Paris et Barcelone, pour se fixer définitivement à Paris en 1924. Tout en collaborant à des œuvres architecturales dans le goût moderniste prépondérant alors en Catalogne, Pablo Gargallo exécute des sculptures en ronde-bosse, modelées ou taillées dans le marbre et la pierre, qui témoignent d'un classicisme auquel il ne renoncera jamais au cours de sa carrière. Pablo Gargallo fréquente le mouvement cubiste. « Le cubisme, ses exigences de solidité et de densité, le conforte dans ses recherches, il n'adhère pas à la théorie mais à l'esprit ». Ses recherches sur le travail du métal, fer et cuivre, apportent une véritable évolution technique et marquent de son empreinte  la sculpture moderne. Ce qui en fait « le père de la sculpture découpée, celui qui, le premier, a compris comment convertir dans le fer et le cuivre le cubisme des papiers collés et des guitares de carton de Picasso ».

## Biographie

### Jeunesse: formation et premières œuvres
Pablo Gargallo, fils de Mariano Gargallo Lacueva et de Petra Catalán Vilanova, est né le 5 janvier 1881 en Espagne dans le village de Maella, situé entre Saragosse et Barcelone. Il est l’aîné de trois frères: Amalio qui sera bourrelier, Luis, artisan verrier et Francisco, cinéaste très reconnu en Espagne. Son père était conducteur de diligences et non pas forgeron comme on l’a prétendu. En 1888, des revers de fortune obligent la famille Gargallo à vendre ses quelques biens, pour s'installer à Barcelone, calle Sadurní. Son père est alors chef du personnel des pompiers du
Grand théâtre du Liceu. Pablo et ses frères y chantent occasionnellement comme choristes dans les spectacles de l’Opéra.
Pablo gardera toute sa vie un goût prononcé pour le chant et le théâtre, source d’inspiration de nombreux masques, comme celui d’Arlequin ou ceux de la série des « Masques de comédie » (C.R. 60 à 62).
À quatorze ans, en 1895, grâce à la recommandation de son oncle maternel Fidel Catalán, Gargallo entre en apprentissage sans solde chez le sculpteur Eusebi Arnau i Mascort, sculpteur renommé dans les milieux artistiques catalans. Il y apprend le moulage, la taille de la pierre, la mise au point, l'agrandissement de maquettes. Rapidement, il collaborera à des réalisations monumentales comme en 1899 : la cheminée de l’Hôtel España dans le goût "réaliste" de cette époque à Barcelone. Parallèlement, Pablo suit des cours du soir de dessin et entre en 1897 à l’école des beaux-arts de La Lonja (Llotja), où il est influencé par son maitre, le sculpteur «noucentiste» Agapit Vallmitjana. En 1898, il participe pour la première fois à des expositions collectives : la XV Exposición extraordinaria de Bellas Artes qui se tient à la Sala Parés et la IV Exposición de Bellas Artes e Industrias Artísticas de Barcelone, où il présente le plâtre Le Pétrin (C.R. no 4) aujourd’hui au MNAC de Barcelone.
En 1900, alors qu’il n’a que dix-neuf ans, il réalise pour son propre compte, dans des chutes d’atelier, des figures féminines qui témoignent de sa maîtrise (Tête de femme, CR no 7). À cette époque, il déménage son atelier calle Comercio. Il retrouve régulièrement des artistes au café Els Quatre Gats et se lie d'amitié avec Pablo Picasso, Isidre Nonell, Ricard Canals, Manolo Hugué, Jaume Sabartés, Ramon et Jacint Reventós. De la Lonja, il obtient en 1902 une bourse pour étudier à Paris où il se rendra en 1903 quelque temps après la mort de son père.

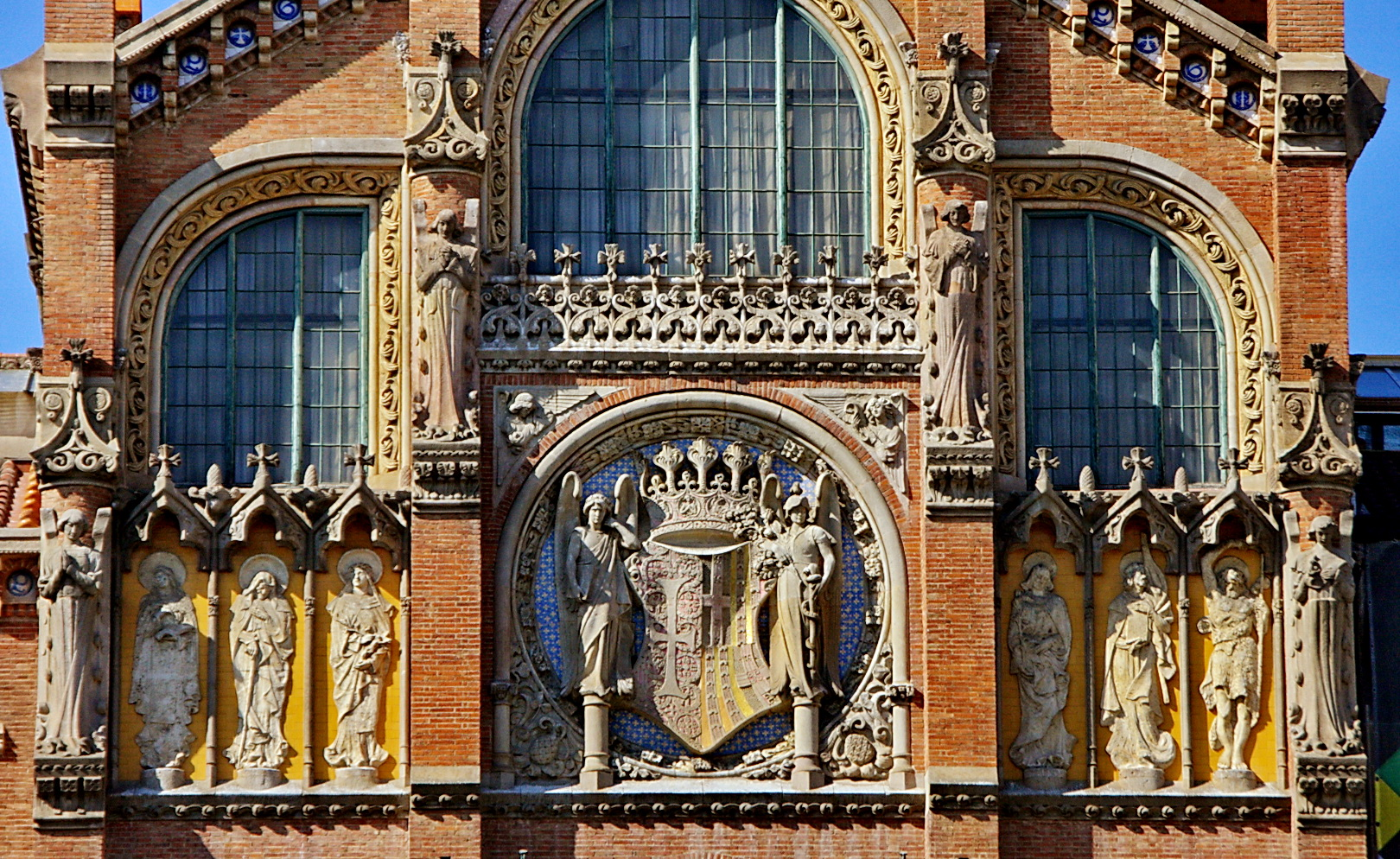
Détail de la façade de l'Hôpital de Sant Pau, Barcelone

En 1903, il s'installe à Paris rue Vercingétorix dans une cité d'artistes qui a depuis disparu. Il fait la connaissance de Max Jacob et de Carles Casagemas, amis de Picasso et côtoie la bohème artistique parisienne. Il fréquente assidûment les musées parisiens, particulièrement le musée Guimet et découvre la sculpture de Rodin. Après seulement six mois à Paris, il rentre à Barcelone en 1904 et se réinstalle dans l’atelier de la rue Comercio, occupé par Picasso durant son absence. Dans ses très nombreux dessins de l'époque, on retiendra particulièrement les premières esquisses du Prophète qui deviendra ce personnage en clair-obscur, son chef-d'œuvre de 1933.

À la suite de l'exposition en 1906 à la Sala Parés d'une série de bas-reliefs, représentant les vertus et les péchés capitaux d'un réalisme expressionniste : Chasteté, Humilité, Luxure, Orgueil (C.R. no 14 à 17), l’architecte moderniste Lluís Domènech i Montaner lui confie l’exécution de la décoration sculptée, intérieure et extérieure, de l’Hospital de la Santa Creu i Sant Pau de Barcelone. Il travaillera à cette commande, de 1906 à 1911, avec l'atelier du sculpteur Eusebi Arnau, réalisant quelque trente sculptures monumentales et un grand nombre de bas-reliefs.
Entre 1908 et 1909, il répond avec Eusebi Arnau à une autre commande de Domènech i Montaner : la décoration intérieure du Palau de la Música Catalana de Barcelone.

Pablo Gargallo, Autoportrait à la pipe, dessin, 1901
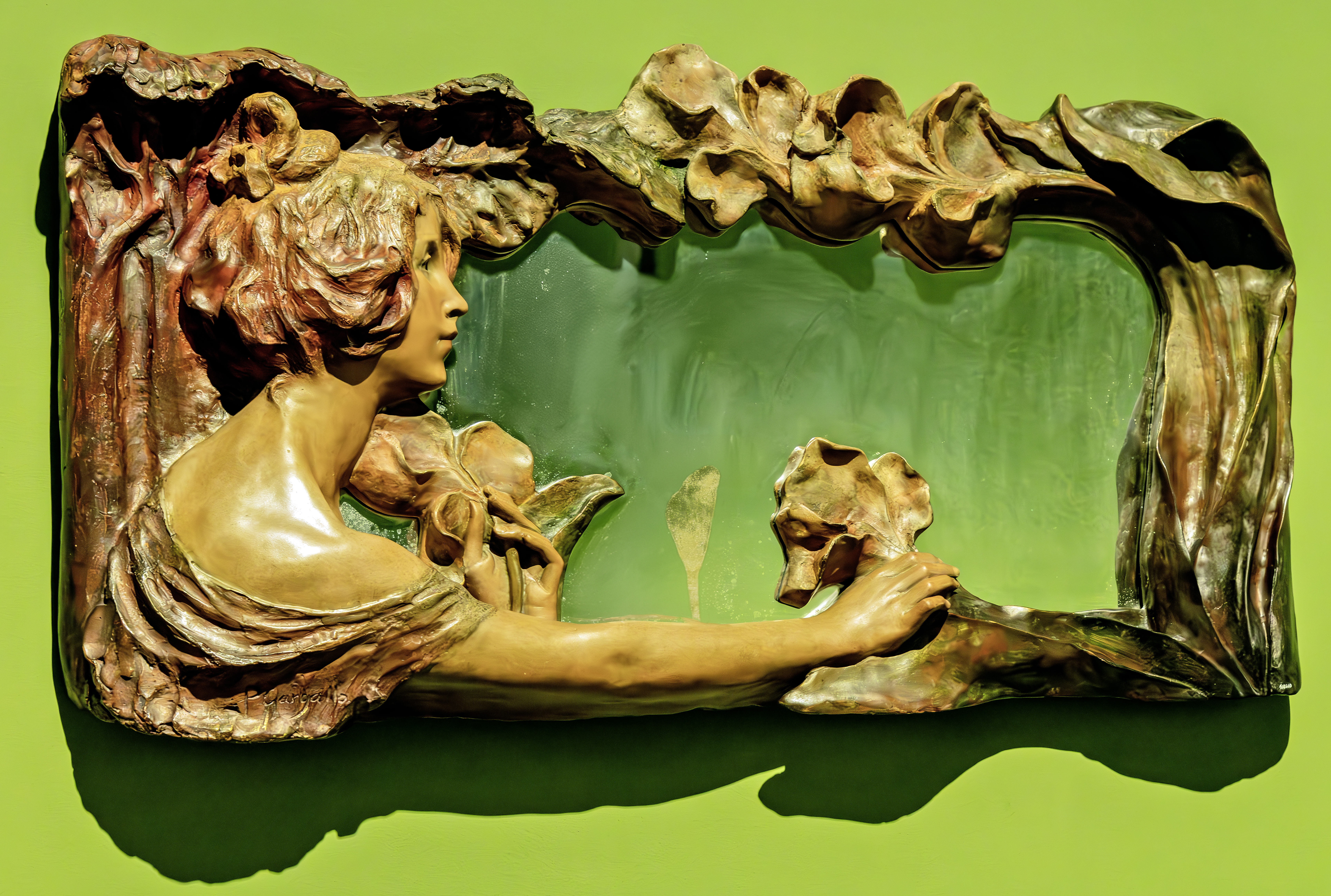
Cadre de miroir avec dame et lys   vers 1903, MNAC
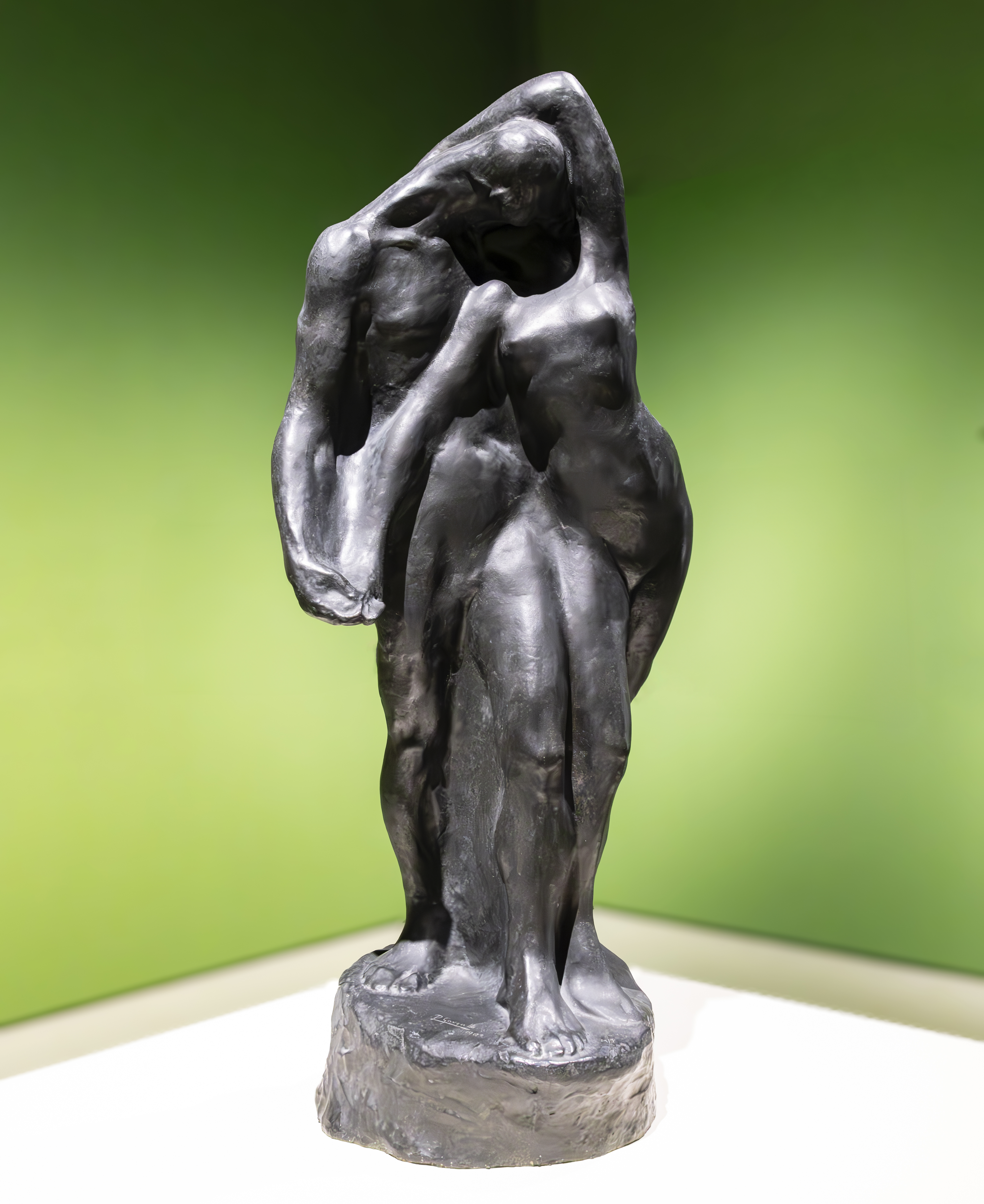
Le Couple, Bronze, 1904, MNAC

### Première époque du cuivre 1911-1920
En 1907, il a alors vingt six ans et fait un second voyage à Paris. Il passe la première nuit de son séjour au Bateau-Lavoir dans l’atelier de Picasso, contemple Les Demoiselles d’Avignon que son ami vient de peindre et en est fortement impressionné. Ce séjour marque un tournant dans son œuvre. Gargallo pense qu'il doit lui aussi apporter une nouvelle vision artistique à son temps.
Il s’installe rue de Sèvres et travaille dans l’atelier de Robert Wlérick. C’est là qu’il façonne son premier masque en métal, Petit masque à la mèche (C.R. no 32), dans une mince plaque de cuivre découpée et recourbée, œuvre fondatrice, de dimensions très réduite, qui marque le début d’un nouveau langage dans la sculpture en métal du XXe siècle. « C'est la première tentative isolée d'expérimentation d'un matériau dont la malléabilité permet des zones subtiles d'ombre et de lumière et amorce un dialogue entre surface et profondeur ». Que le « Petit masque de métal soit né là, ne saurait faire aucun doute, Gargallo découpe et martèle le cuivre comme Picasso taille et assemble les nudités des «Demoiselles», c'est la même opération de décomposition et de re-création ». Pendant ce séjour, il revoit Manolo Hugué, Max Jacob et se lie durablement avec Juan Gris.
De retour à Barcelone, il s’installe calle Aribau. Il reçoit une commande pour la réalisation de la façade du Teatre Bosc, pour laquelle il exécute quatre portraits en bas-reliefs, ceux de ses amis Picasso, Nonell et Reventós et son autoportrait. Actuellement, bien conservés, ils sont installés sur la façade de l’actuel Cine Bosc. Jusqu'en 1912, Gargallo répondra à de nombreuses commandes, toutes d'origine barcelonaise. Parallèlement, il réalise d'autres masques de structures convexes, à base d’assemblage de feuilles de métal, « qu'il découpe selon le procédé cubiste en plans convexes et concaves, pleins ou évidés ». Ainsi le Masque d'homme daté de 1910 (C.R. no 43) puis le Masque de jeune homme aux cheveux bouclés (C.R. no 44), exécutés avec une grande maitrise de la technique des soudures et des volumes.
Il retourne à Paris en 1912 et l’année suivante trouve un atelier au 45 rue Blomet. C’est une période difficile ; « c’est la misère, la bohème, mais pleine d’espérance » dira Gargallo. Juan Gris le présente aux marchands Léonce Rosenberg et André Level qui lui achètent ses premières œuvres en cuivre,. Grâce à Juan Gris, il rencontre Magali Tartanson jeune couturière française qu’il épousera l’année suivante. Cette même année, il réalise trois portraits de sa future épouse : un bas-relief, un masque et un dessin à l’encre. Créé en fer, le Portrait de Magali (C.R. no 53), sera la première œuvre conçue dans ce métal. Il réalise aussi le Portrait de Picasso (C.R. no 48), en pierre et en terre cuite qui connut aussitôt une notoriété internationale.

Pablo Gargallo, "Petit masque à la mèche" cuivre, 1907
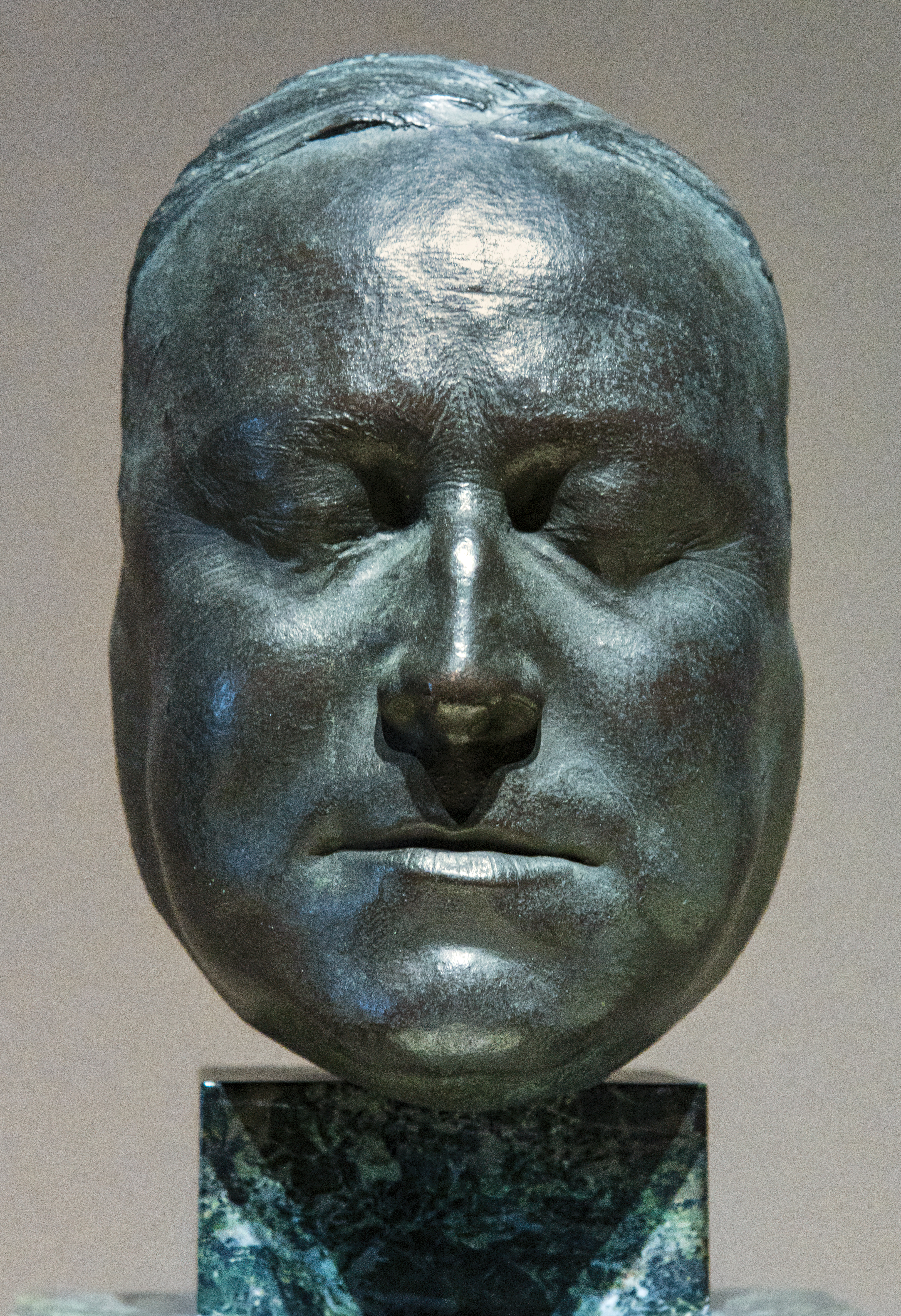
Isidre Nonell, bronze , 1911, MNAC
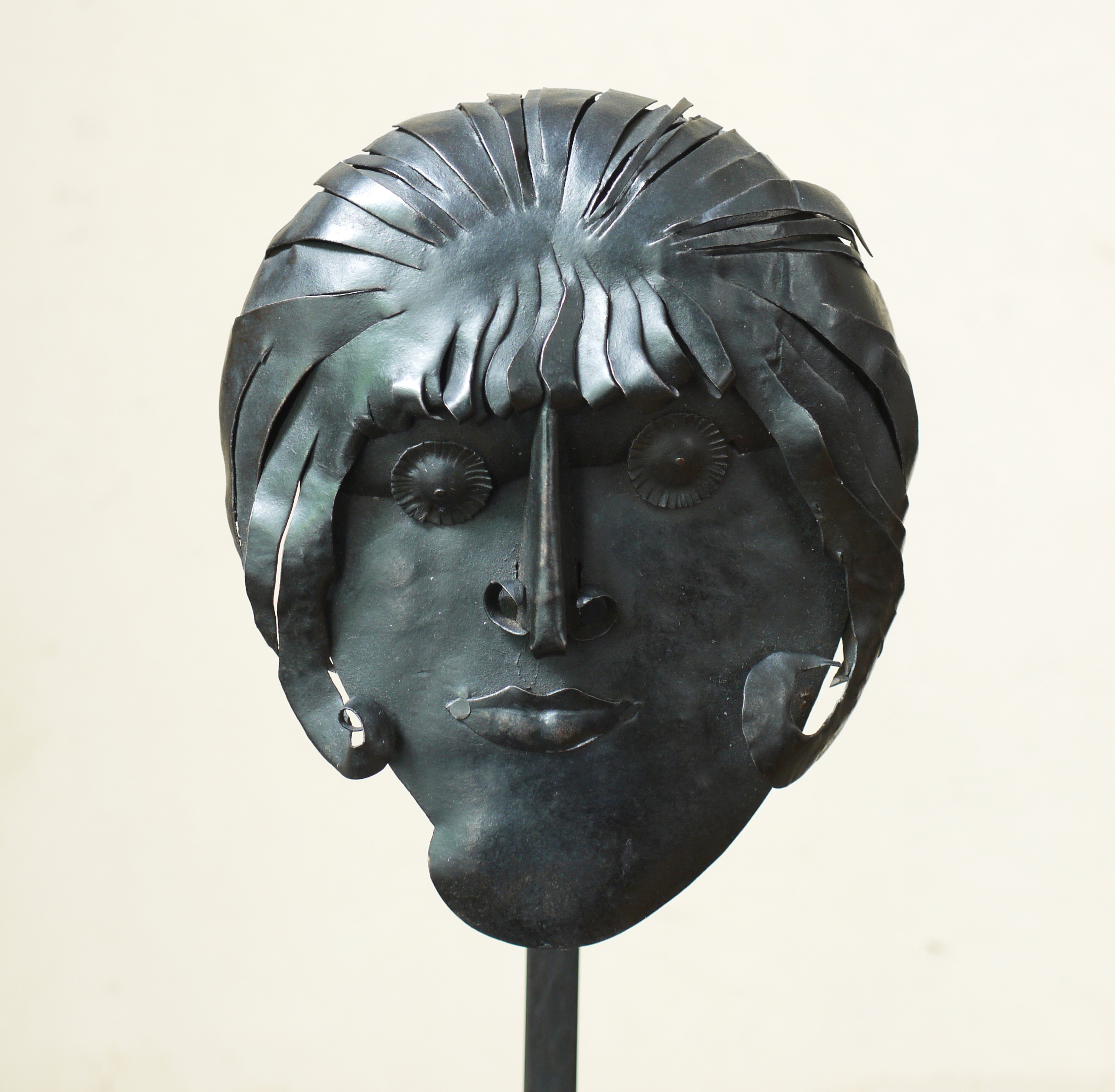
"Portrait de Magali", fer, 1913
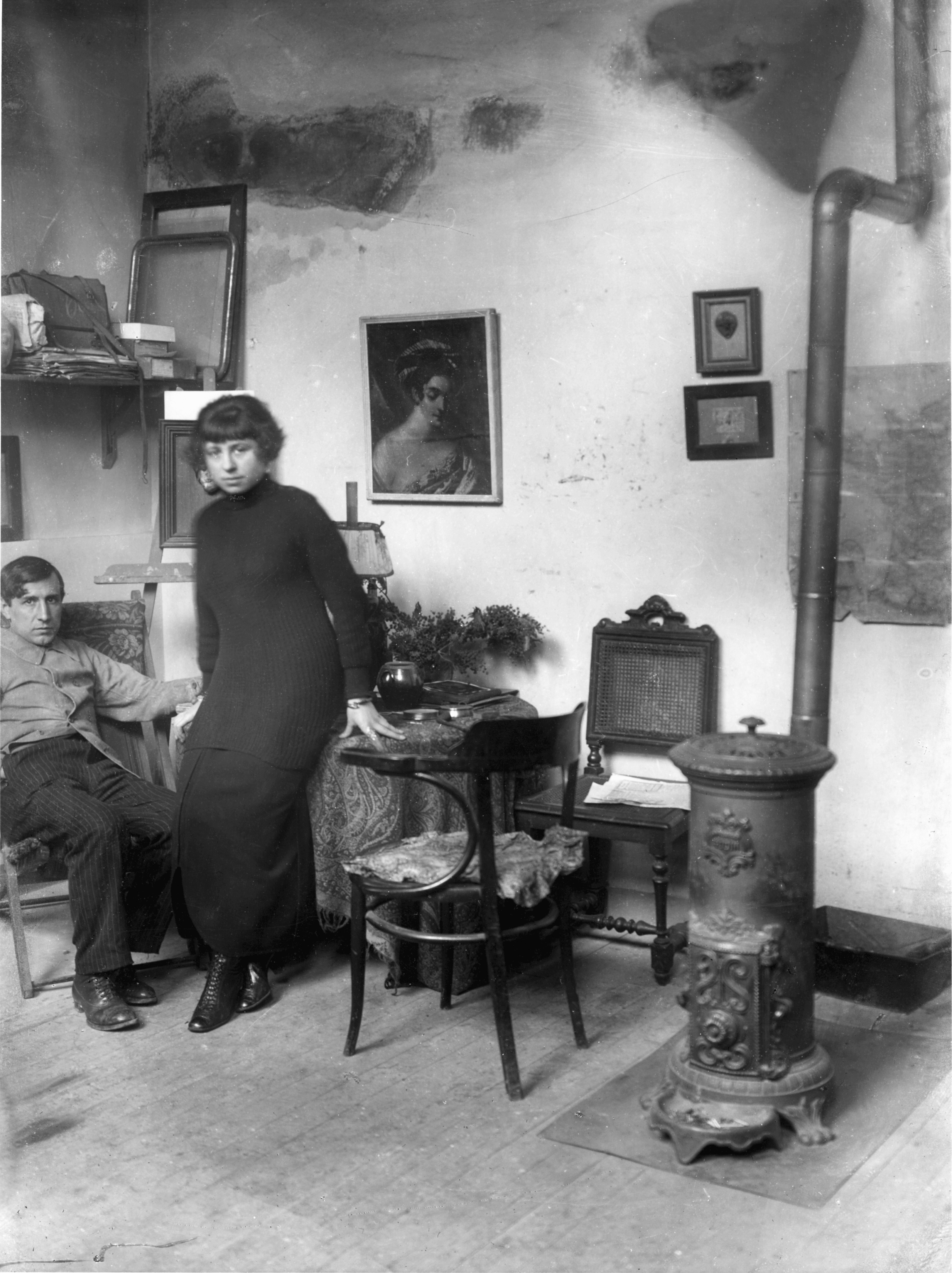
Pablo et Magali Gargallo, 45 rue Blomet, Paris, 1913
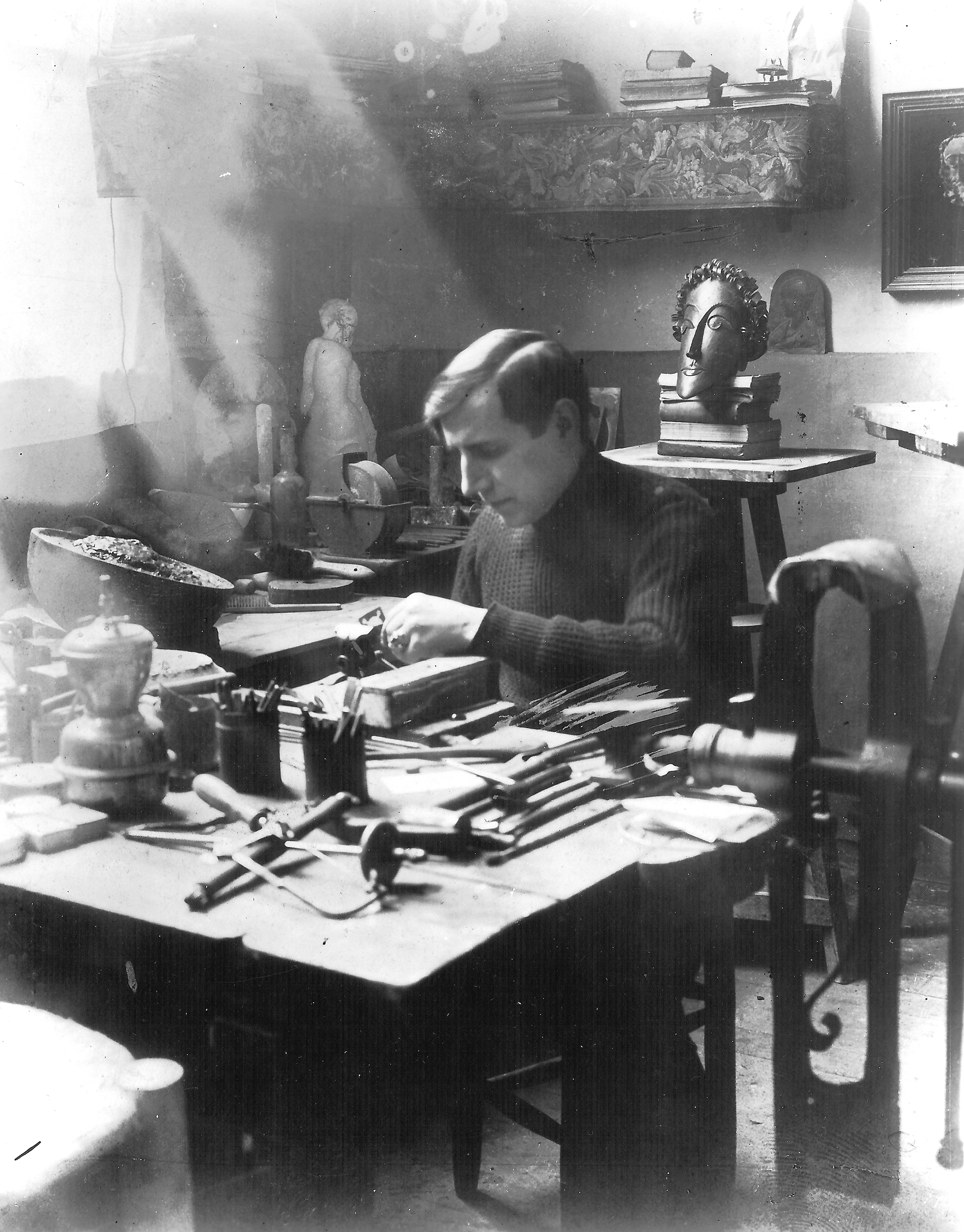
Pablo Gargallo dans son atelier, 45 rue Blomet, Paris
Nu d'un jeune homme, marbre , 1918 MNAC[16]
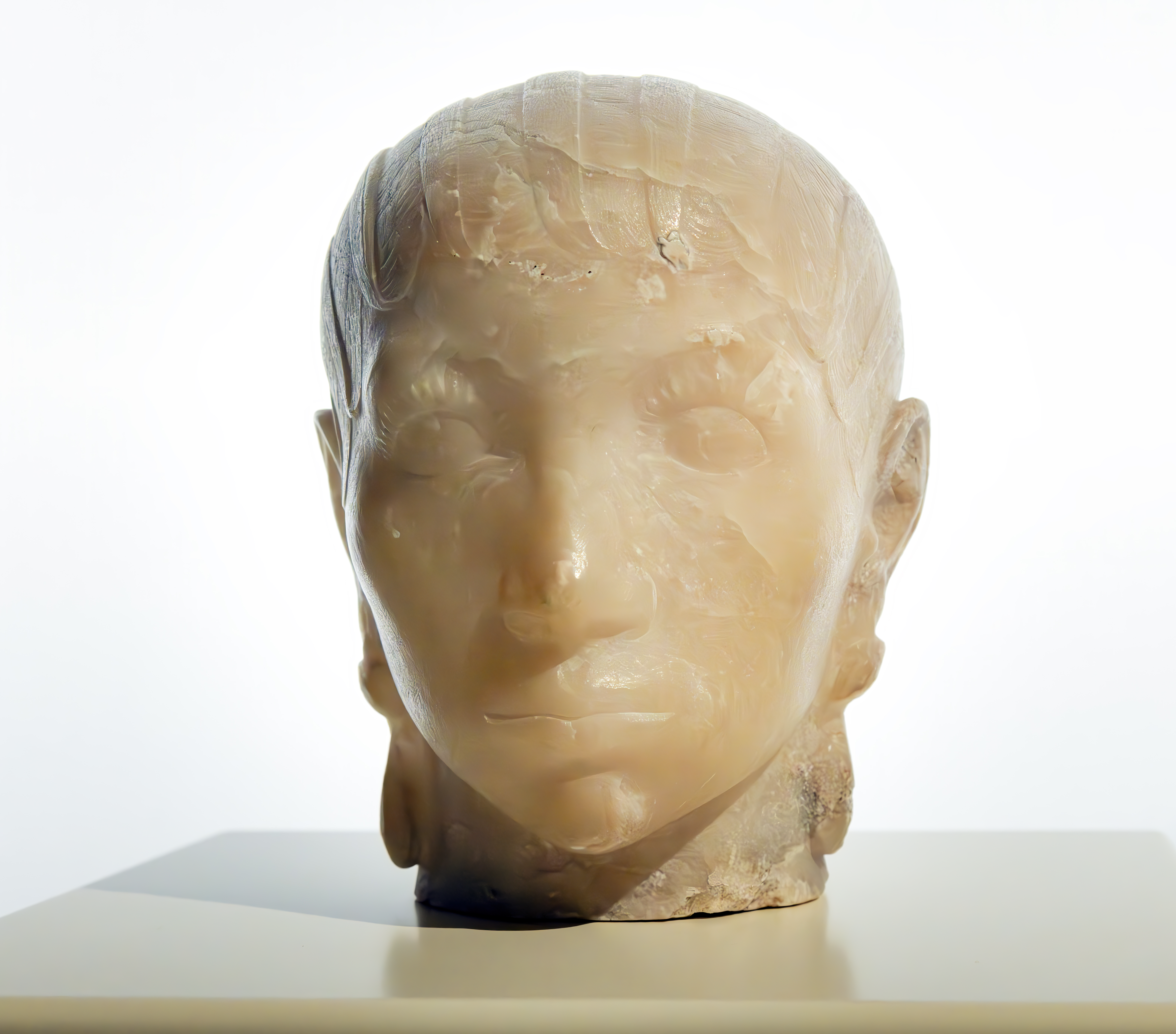
Fille de Casp, Albâtre, 1920, MNAC

Aux dires de Maurice Raynal, Gargallo est un homme plein de charme, véritablement chaleureux et engageant. Aussi se lie-t-il d'amitié avec des écrivains, des poètes, des peintres de toutes nationalités; ils se rencontrent à Montparnasse ou à Montmartre. Artistes de l’avant-garde comme Braque, Amedeo Modigliani, ou Juan Gris, critiques d'art comme Maurice Raynal ou poètes comme Pierre Reverdy, André Salmon ou Guillaume Apollinaire. Parmi eux, il y a aussi l'acteur Gaston Modot et le mathématicien Maurice Princet,.
Alors qu'il fait un bref séjour à Barcelone, la guerre éclate en France. Il rentre précipitamment à Paris pour s’engager, mais il est refusé pour des raisons de santé; Gargallo souffre déjà de graves problèmes pulmonaires. Il retourne alors à Barcelone avec Magali. Pour pouvoir acheter les billets de train, ils vendent à contrecœur un dessin de Picasso dédicacé, mais celui-ci leur en offrit un autre, le jour même de leur départ.
Dans le quartier de Gracia, le couple loue une maison avec un atelier au 20 rue de la Cuesta. C'est dans l'église de ce quartier qu’ils se marient le 20 août 1915. De nouveau, des problèmes de santé empêchent Pablo Gargallo de tailler la pierre, c’est pourquoi il réalise des masques en métal et des bijoux dont une partie sera exposée, à la fin de l’année, à la Galerie Joan Valentí. La totalité des œuvres exposées sont vendues et les commandes affluent.
À cette époque, Gargallo façonne également en feuilles de cuivre son premier Torse de femme (C.R. no 56). «Gargallo réussit ainsi - à une date très précoce - une variation que l'on hésite à dire cubiste sur le motif du nu féminin en ce qu'il a de plus érotique, de plus évidemment voluptueux. La pièce est isolée à sa date, sans aucun point de comparaison convaincant parmi les œuvres contemporaines».
En octobre 1916, il présente sa troisième exposition personnelle à Barcelone, dans les Galeries Laietanes. Barcelone est une ville riche, dynamique, où l'on fait largement appel aux sculpteurs. En peu de temps, à 35 ans, il réalise quatre groupes en pierre (aujourd’hui détruits) pour le Teatre Bosc, un buste et un portrait en pied de Madame Pidelaserra grandeur nature, le buste de l’acteur Iscle Soler et le Portrait de Madame Aguilera (C.R. no 79). Le prestige de Gargallo à Barcelone est devenu bien réel!

### Époque intermédiaire du plomb 1920 – 1923 et de la "forme en creux"

Llorens Artigas, Pablo et Magali Gargallo, Jose Soler au Tibidabo, Barcelone, 1918

En 1920, il participe avec huit œuvres et quelques bijoux à l’Exposició d’Arte de Barcelone. L'assemblée des artistes qui la dirige décide d'offrir à Gargallo une salle complète pour l'exposition de l'année suivante, véritable consécration pour l'époque. Sur concours, il est nommé pour cinq ans, professeur de sculpture et de repoussé à la Escuela Técnica de Oficios de Arte de la Mancomunidad de Cataluña. La même année, il obtient également un poste de professeur de sculpture à la Escuela Superior de Bellos Oficios. Dans cette école, Gargallo rencontre celui qui sera un de ses amis les plus fidèles : le céramiste Josep Llorens i Artigas.
De 1920 et jusqu’en 1923, Pablo Gargallo teste un nouveau matériau : le plomb. Matière ductile qui offre des qualités de malléabilité et de densité qui le rapproche des matériaux traditionnels comme l'argile ou la cire tout en gardant les avantages du métal, comme le pliage ou le soudage. Il réalise alors en plaque de plomb, la presque totalité de ses œuvres non fondues.

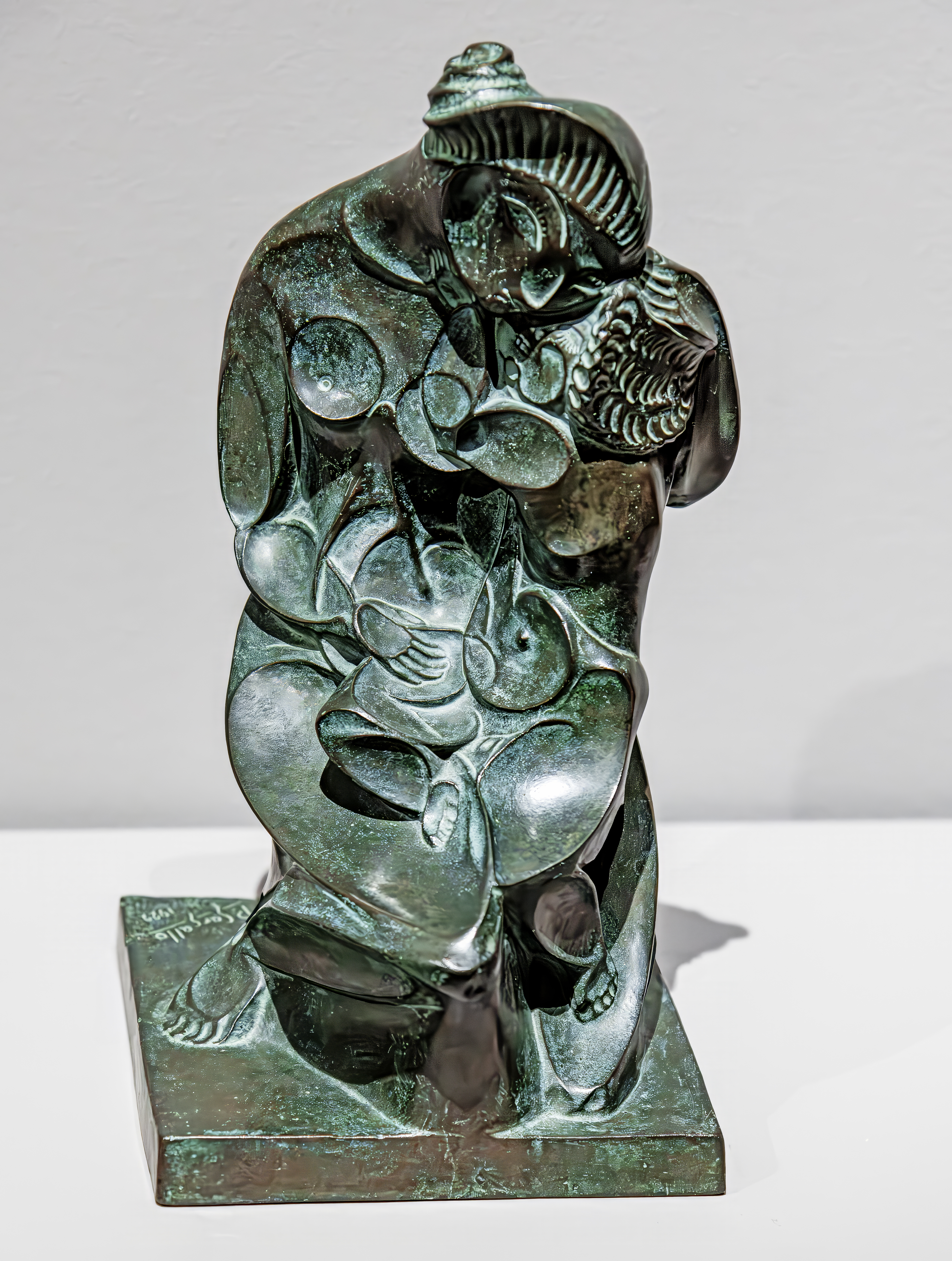
Maternité en creux, bronze, 1922, Musée Goya Castres
"Femme au repos en creux", bronze, 1922

Ses recherches aboutissent à la découverte de la « forme en creux », révolutionnaire inversion des volumes, particularité majeure de son œuvre. Le remplacement des volumes convexes en volumes concaves, du positif en négatif, laisse au regard le soin d’imaginer les formes absentes. Ses recherches vont trouver particulièrement leur aboutissement dans trois sculptures fondues en bronze : la Femme au repos en creux (C.R. no 98), la Maternité en creux (C.R. no 100) et la Femme couchée en creux (C.R. no 101), incontestables réussites formelles.

Pablo, Magali et Pierrette, 1924,Vincennes

En juin 1922, nait Pierrette, unique fille de Magali et Pablo. Gargallo, persuadé que ses problèmes pulmonaires étaient liés à la tuberculose, évitait d'embrasser sa fille. Il lui portait cependant une affection considérable. Comme l’année précédente et les suivantes, il participe au Salon d’Automne de Paris, dont il sera bientôt un des exposants les plus connus et les plus loués, comme il le sera par la suite dans les Salons des Indépendants et des Tuileries.

### Seconde époque du cuivre 1923 – 1929
Dès 1923, il applique au cuivre l’idée de la « forme en creux », dans des œuvres de plus en plus grandes et complexes. L’allègement de la matière offre de nouvelles possibilités d’exprimer le mouvement dans l’espace, à l’exemple de la série des Danseuses de 1924, qui obtiendront un succès immédiat. Les volumes concaves seront aussi systématisés dans de nombreux « masques », pour lesquels il abandonnera complètement la traditionnelle représentation convexe des années précédentes.
À la suite de l'exclusion, pour motif politique, d'un professeur de l'École des Beaux-Arts, Gargallo signe une lettre ouverte collective de protestation, publiée dans le quotidien Publicitat. Il est alors démis de ses postes d'enseignant. Peu de temps après, les écoles seront démantelées par le nouveau régime politique. Gargallo quitte alors l'Espagne et retourne à Paris pour s'installer en 1924 au 13, rue Dohis à Vincennes.
Dans ce nouvel atelier, Gargallo met en place un procédé novateur, décisif pour le reste de son travail, l’utilisation de patrons en carton pour ses découpes du métal, afin de réaliser différentes versions d’une même œuvre. Ce procédé débute avec la série des Petites Danseuses et des Masques d’Arlequin,, figures construites en feuilles de cuivre découpées et soudées. Parallèlement et jusqu’à la fin de sa vie, Gargallo réalisera aussi des sculptures classiques en ronde bosse comme la Baigneuse, en 1924 (C.R. no 111) ou les Porteuses d’eau  (C.R. no 114) en 1925. « S’il est vrai que les portraits et les danseuses de cuivre ou de fer sont la réponse d'un artiste moderne à une situation moderne, les bronzes et les marbres relèvent d'une constante, le désir de la beauté, la sublimation de l'érotisme ».

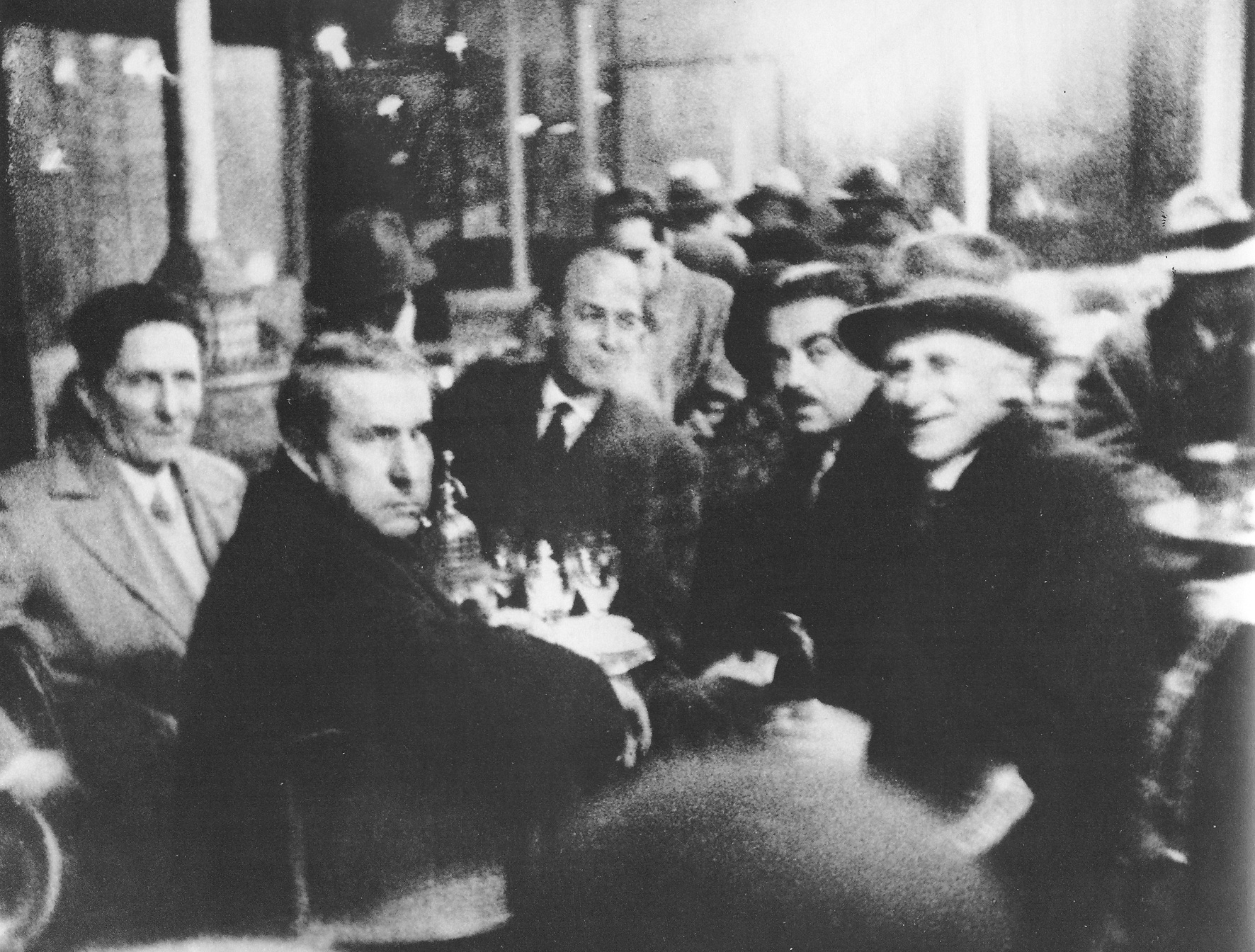
Tériade, Pablo Manès, Pablo Gargallo, Christian Zervos, Café Le Dôme, Paris, circa 1930

Gargallo est alors fortement encouragé dans sa démarche par ses amis, critiques d'art ou poètes comme André Warnod, Géo-Charles, Waldemar-George ou Paul Fierens, sans compter Maurice Raynal qui le soutient déjà depuis 1913 et les marchands André Level ou Léonce Rosenberg qui trouvent de nombreux amateurs pour ses œuvres métalliques.
En 1925, Gargallo participe à des expositions collectives à Paris, aux Salon d'Automne, des Indépendants, des Tuileries et à l’Exposition Internationale des Arts Décoratifs et Industriels Modernes ainsi qu’au Saló de Tardor à Barcelone, obtenant reconnaissance, éloges et succès incontestables. Cette même année, il est invité à participer à l'Exposition officielle d'art français présentée à Tokyo et à Osaka.
Gargallo est maintenant de plus en plus reconnu et sa sculpture métallique est encore totalement unique en Europe. En 1926, pour la Petite tête au bonnet phrygien (C.R. no 129), il fait, peut-être pour la première fois, usage de la soudure autogène du fer, technique que lui a appris son ami le sculpteur espagnol Julio Gonzalez. Les différents éléments ne sont plus brasés ou rivetés mais soudés les uns aux autres.
En 1927, la famille déménage au 107 de l’avenue du Maine à Montparnasse, occupé avant lui par le peintre brésilien Vicente do Rego Monteiro. C'est l'époque où Picasso fait appel à Gargallo pour réaliser ses propres idées de sculpture métallique, mais Gargallo refuse assez fermement. L'entente entre les deux artistes n'est plus aussi grande qu'autrefois.

La série des Masques d'Arlequin souriant, commencée en 1926 (C.R. no 125), marque l’année 1927. Il en réalisera 9 versions en cuivre, variations à partir de ses modèles en carton. Cette sculpture impressionnera durablement car elle inaugure l'idée de transparence. Pour la première fois, il utilise les capacités suggestives du vide. Les éléments significatifs - yeux, loup, nez, lèvres – sont projetés dans l’espace en avant du vide. Ce dernier remplace le volume de la tête, délimitée à l’arrière par une plaque de métal courbée qui dessine les contours du visage et du bicorne.
Il pousse à l’extrême cette maitrise de l’ellipse dans son Autoportrait de 1927 (C.R. no 145) réalisé en fer.
Le marchand Georges Bernheim commence à s'intéresser à sa sculpture qu'il expose, à la galerie Jacques Bernheim, en compagnie d'œuvres d'autres artistes comme Lipchitz, Jean Lambert-Rucki, Henri Laurens, Brancusi, Antoine Bourdelle et Aristide Maillol. Il expose également son travail à la galerie Flechtheim de Berlin. Si Bernheim apprécie de Gargallo presque exclusivement les œuvres métalliques, Flechtheim expose volontiers ses sculptures classiques.
Deux œuvres marquent fortement l'année 1928. D'abord le Masque de picador (C.R. no 154) dont il réalise quatre variantes (deux en fer et deux en cuivre) en jouant sur un vocabulaire réduit au minimum, puis le portrait d’une "icône" : Kiki de Montparnasse. Cette célèbre jeune femme, compagne de Man Ray posait comme modèle pour les artistes et fut l'égérie du Montparnasse des années 1920. Pour ce portrait, elle n'a pas posé pour Gargallo, mais il la connaissait suffisamment pour ne retenir d'elle que les traits de son visage et ce qu'elle évoquait dans l'esprit des gens. Kiki de Montparnasse (C.R. no 158) est son premier masque modelé pour la fonte, qui utilise les ressources d'expression du volume concave et du vide en ne conservant que les éléments caractéristiques du visage.
Depuis 1927, la création de sculptures en métal est seulement interrompue par des commandes monumentales pour Barcelone, notamment celles de la Plaça de Catalunya : le Berger à la flûte, le Berger à l’aigle et la Vendangeuse (déplacée dans les jardins de Montjuïc) ou celles du Stade de Montjuïc : deux cavaliers sur le thème du salut olympique (Athlète moderne et Athlète classique) et les Auriges (Aurige féminin et Aurige masculin) qui furent inaugurés en 1929 à l'occasion de l'Exposition universelle.
Pour les jeux olympiques d’été de 1992 à Barcelone, Les Auriges et les sculptures de la Plaça de Catalunya furent restaurés par le sculpteur Marta Polo.

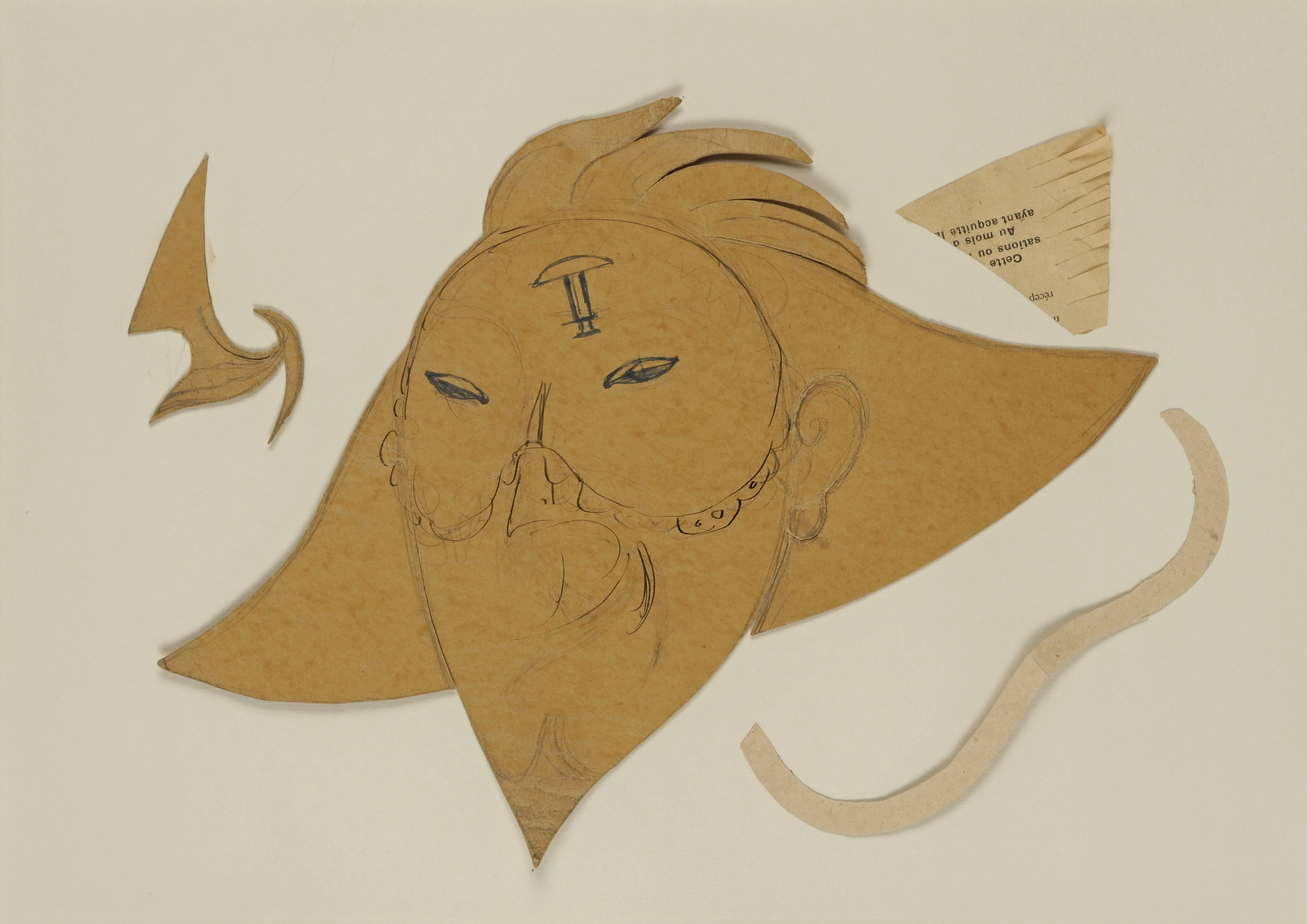
Pablo Gargallo, carton découpé Arlequin souriant, 1927
Pablo Gargallo, "Masque d'Arlequin souriant", cuivre, 1927
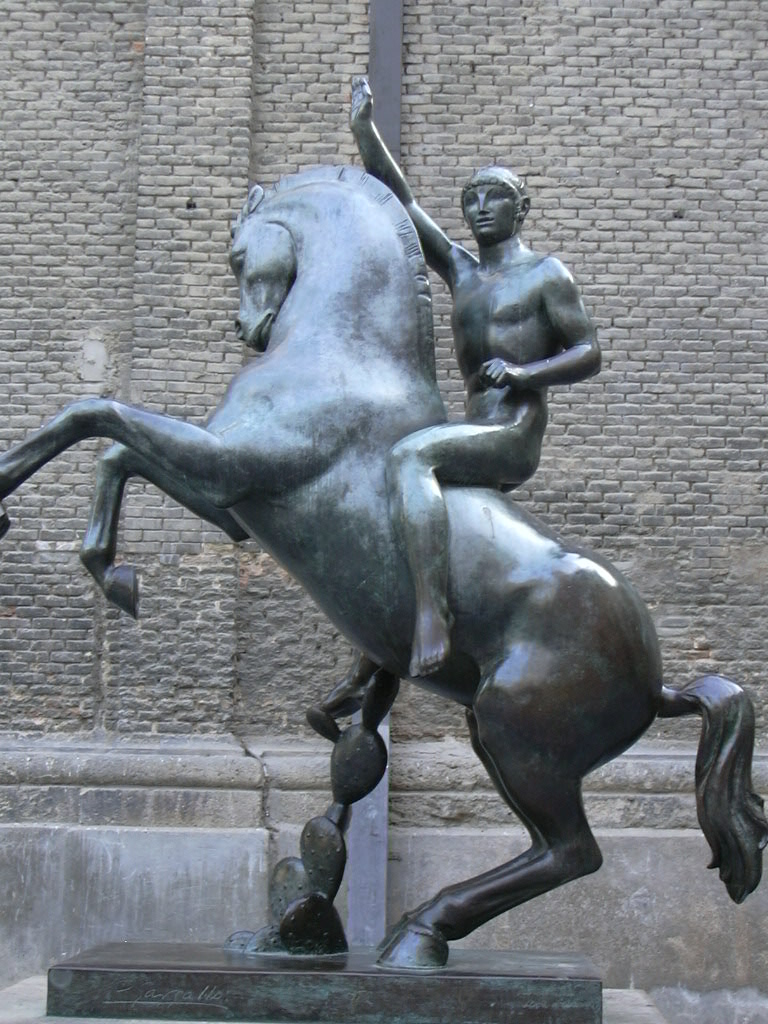
Pablo Gargallo, Athlète classique, bronze, 1929

### Époque du fer 1929 – 1934
À partir de 1929, Gargallo commence ce que Rafaël Ordoñez appelle son époque du fer, bien qu’il ait réalisé précédemment différentes œuvres dans ce matériau. Ces sculptures seront exécutées d’abord en feuille puis en plaque de fer. En effet, une plus grande aisance matérielle permet à Gargallo d'améliorer son outillage et de travailler un métal plus épais ou offrant plus de résistance. C’est à cette époque, qu’il crée ses sculptures en fer les plus significatives, le consacrant comme un grand maître de la sculpture en métal.
En fer, il réalise une nouvelle série de Danseuses (C.R. no 161 à 163), œuvres de grandes dimensions qui séduisent par leur mouvement et leur délicatesse.
Les sculptures de Gargallo sont maintenant présentes dans de très nombreuses expositions. Dans les Salons de Paris ou de Barcelone mais aussi très fréquemment à l'étranger, en 1927 à Stockholm, Hambourg et Berlin, en 1928 à la XVI Biennale de Venise, en 1929 à Madrid mais aussi à Darmstadt.

Pablo Gargallo, "Portrait de Greta Garbo" fer, 1930

C'est pour répondre à une demande d’exposition de portraits d'acteurs célèbres, mais qui n’eut pas de suite, que Gargallo réalise en 1930 trois versions du Portrait de Greta Garbo (C.R. no 180 à 182). Greta Garbo devient dans ce portrait, un stéréotype de la beauté. Le visage est dessiné dans l’espace, seuls quelques éléments distinctifs demeurent : les longs cils, une bouche parfaite, les boucles de ses cheveux. Ce portrait n’est plus que transparence. Gargallo, en procédant par réductions, élisions, a supprimé la courbure de la tête qui arrêtait dans l'espace la forme du visage.
Sur une photo, on voit Gargallo de dos maintenant un découpage en papier. Il s'agit de l'étude de la Grande Bacchante en fer de 1931 (C.R. no 183) que façonnera Gargallo dans son atelier au no 3 de la rue du parc Montsouris. Gargallo vient d'y emménager, à côté de son ami Pierre Courthion, qui l’a aidé à chercher un nouvel espace pour travailler des œuvres de grandes dimensions. Depuis quelque temps, il travaille des fers véritablement épais pour s'obliger à la concision et au renouvellement de son vocabulaire: Grand Arlequin (C.R. no 186), Antinoüs (C.R. no 192), pièces complexes mais maintenant classiques par rapport à l'évolution de son vocabulaire formel.

Pablo Gargallo, atelier 195 rue de Vaugirard, Paris, 1934

La maison du parc Montsouris apparaît à Gargallo excessivement luxueuse, c’est pourquoi il s’installe en 1933, au 195 rue de Vaugirard dans un cadre qui lui paraît idéal : une maison avec deux ateliers, séparés par une courette. Il y installera avec soin tout son outillage, forge électrique et machine à découper le métal.
Dans cet atelier, il réalise des œuvres capitales en fer. D'abord l'Hommage à Chagall (C.R. no 195) d'une facture extrêmement puissante et le David (C.R. no 212), ultime silhouette dansante.
En 1933, il modèle la synthèse du Prophète (C.R. no 197) esquissé dès 1904, qui sera tiré en plâtre et patiné dans l'attente d'un financement de la fonte en bronze. Peu de temps après, il sculpte successivement dans le marbre, trois Torse de jeune fille (C.R. no 204-210-211), derniers échos épurés de ses premières sculptures en pierre si sensuelles, ultimes hommages à la beauté du corps.

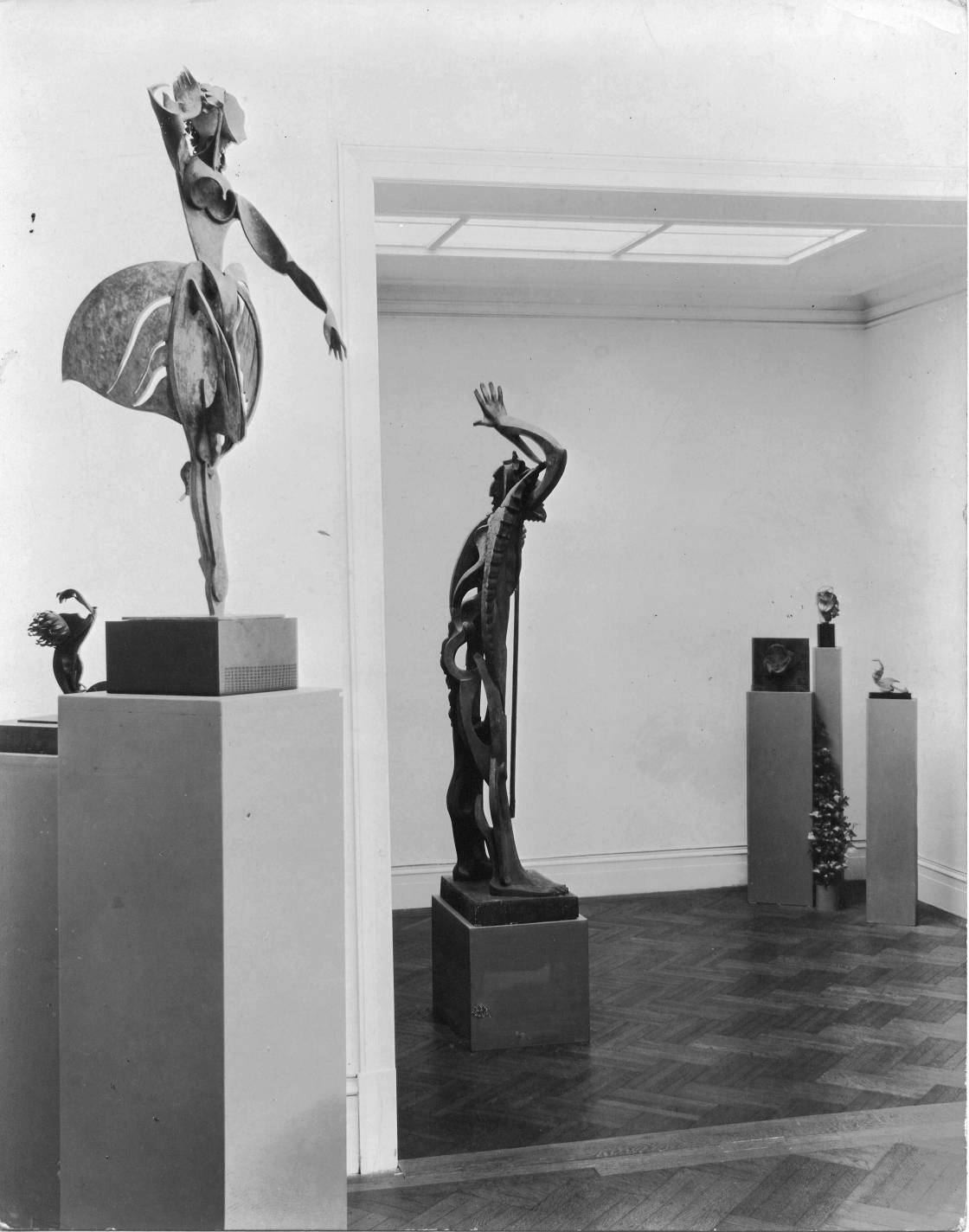
Exposition galerie Brummer, New York, 1934

Gargallo travaille de plus en plus intensément pour l’exposition, proposée par Georges Bernheim, à la Galerie Brummer de New York (février-avril 1934). Cette exposition sera saluée par la critique et très appréciée du public américain. Elle est rapidement suivie d’une exposition, primordiale aux yeux de Gargallo, à la Sala Parés de Barcelone. Une galerie qui a vu la présentation de ses premières œuvres et qui lui rend hommage par cette exposition rétrospective. Ce fut un événement sans précédent et une exposition à Madrid fut envisagée.
Gargallo est usé par la fatigue et l'angoisse, il se déclare "fatigué à mourir" à son ami Soler. Le 25 décembre s’inaugure à Reus, au Centre de Lectura, secció d'Art, une exposition d’une partie des œuvres présentées à Barcelone. Pablo Gargallo entreprend le voyage, mais il prend froid et contracte une bronchopneumonie. Il meurt le 28 décembre 1934, à cinquante trois ans, à l’hôtel Londres de Reus, alors que son œuvre commence à connaitre une notoriété internationale. Pablo Gargallo est enterré à Barcelone, face à la mer, sur la colline de Montjuïc dont il orna le stade de ses athlètes et chevaux de bronze.

## Influence de Gargallo dans l'art moderne
Gargallo a été proche du mouvement cubiste et des sculpteurs cubistes comme Henri Laurens, Archipenko, Lipchitz, Julio González, Zadkine ou Picasso tout en développant son propre langage. « Il dessine la sculpture au lieu de la modeler, analyse et décompose les volumes selon la problématique cubiste, en triangles, jeux de fils ondulés, plans convexes et concaves, pleins et vides, laissant au regard du spectateur le soin de les réassembler »(Pierre Cabanne).
Gargallo fut le premier à réaliser des sculptures en métal découpé et ce dès 1907 avec le Petit masque à la mèche. Il débute par le façonnage de minces feuilles de métal rivetées, brasées puis soudées à partir de 1926; pour aboutir au travail de plaques de fer épaisses forgées. Il sera bientôt suivi dans le travail du métal, en 1927 par Julio González (1876-1942) et par Picasso (1881-1973).
Gargallo et Gonzalez sont considérés comme les pères de la sculpture en métal au XXe.
Leur expression influencera les sculpteurs de l’acier comme l'américain David Smith (1906-1965) Anthony Caro (1924), Mark di Suvero (1933). Gargallo « a évité le côté bronze, c’est linéaire avec des vides et des aplats. Gargallo me plaisait à cause de ses procédés d’artisan, de son côté inventif, de l’importance qu’il donnait aux structures. Il a réussi à modeler le métal en rond», écrivait César (1921-1998), qui fut particulièrement marqué à ses débuts par Gargallo.
Gargallo fut aussi l’inventeur d’un nouveau langage sculptural par l’utilisation plastique du vide. Avec un minimum de matériau, il crée dans l’espace une «sculpture dessin» dont les quelques éléments significatifs se détachent sur le vide.
La sculpture d’Arman (1928-2005), Slice of Liberty, inspirée de la statue du port de New York, n’est pas sans rappeler aussi les dernières sculptures en fer de Gargallo par ses contours qui cernent le vide.

## Fers, marbres, terres et bronzes: les matériaux de son expression
Si chez Gargallo, la construction de figures en feuilles de métal découpé et soudé est la plus connue, la plus inventive et novatrice; il est aussi resté fidèle à la tradition classique en réalisant parallèlement, tout au long de sa vie, une suite d’œuvres en bronze, pierre, terre et marbre, aux formes pleines, éloge de la beauté idéalisée, exaltation de la sensualité.
Cependant, pour traduire la mécanique du mouvement, le métal découpé, plié, tordu, soudé offre les meilleures solutions, le découpage appelant l’élision. Et tout en conservant à la représentation la totalité des caractères anatomiques qui la composent, il réduit la figure à son symbole.

## Principales œuvres
- Petit masque à la mèche, cuivre, 1907
- Masque de Jeune homme aux cheveux bouclés, cuivre, 1911
- Portrait de Picasso, pierre, 1913
- Torse de femme, cuivre, 1915
- Chanteuse de cour, cuivre, 1915
- Maternité en creux, bronze, 1922
- Femme au repos en creux, bronze, 1922
- Femme couchée en creux, bronze, 1923
- Torse de jeune gitan, terre cuite et bronze, 1924
- Petite danseuse I, cuivre, 1924
- Masque de Pierrot, cuivre, 1927
- Masque d’Arlequin, cuivre, 1927
- Autoportrait, fer, 1927
- Kiki de Montparnasse, bronze doré, 1928
- Masque de Picador, fer, cuivre, 1928
- Tête d’Arlequin I, cuivre, 1929
- Masque de Greta Garbo aux cils, fer, 1930
- Grand Arlequin, fer, 1931
- Grand Bacchante, fer, 1931
- Hommage à Chagall  fer, 1933
- Prophète, bronze, 1933
- Académie, bronze, 1933
- Torse de jeune fille, marbre, terre cuite, bronze, 1934
- David, fer, 1934

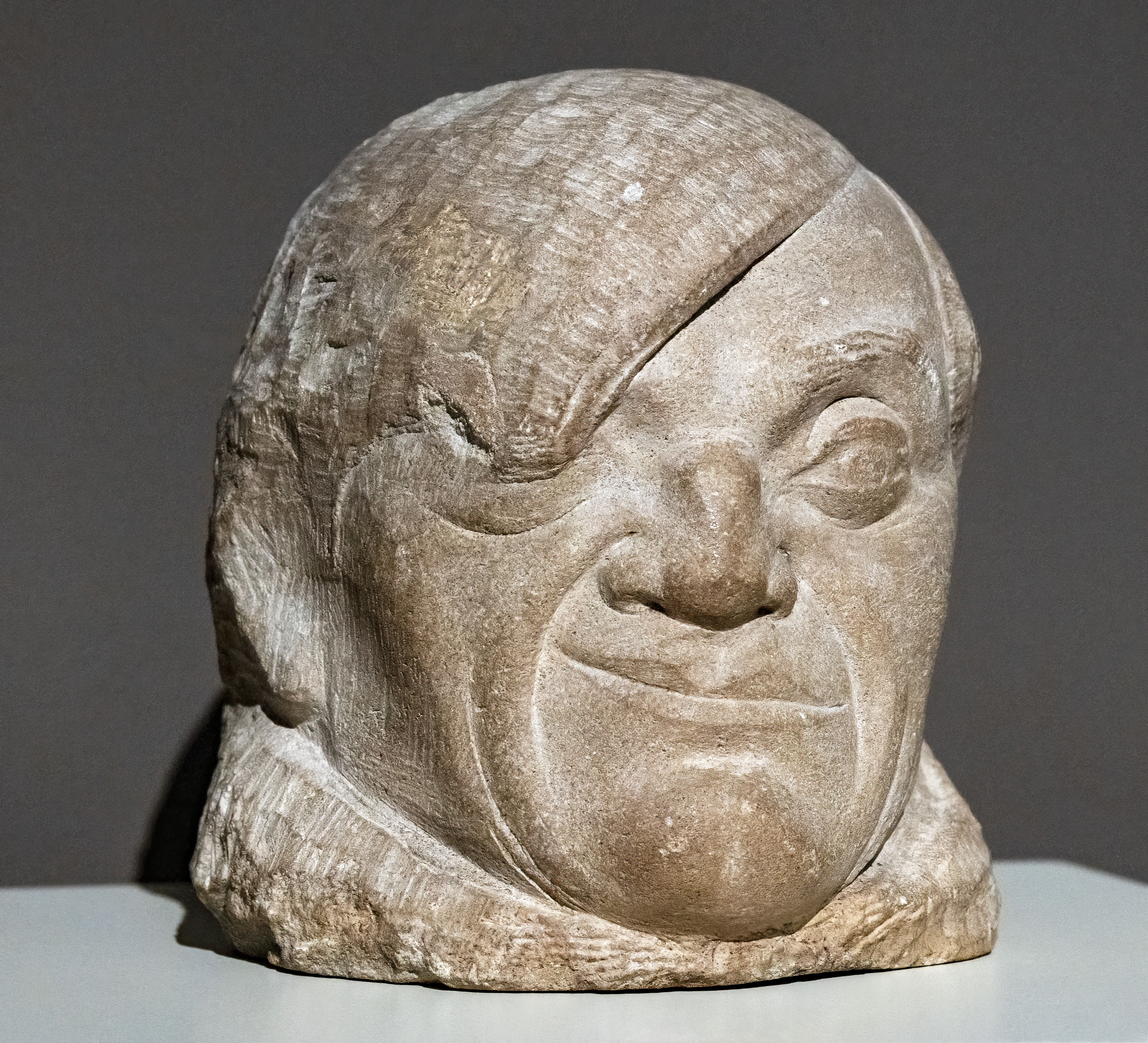
Portrait de Picasso, Pierre, 1913
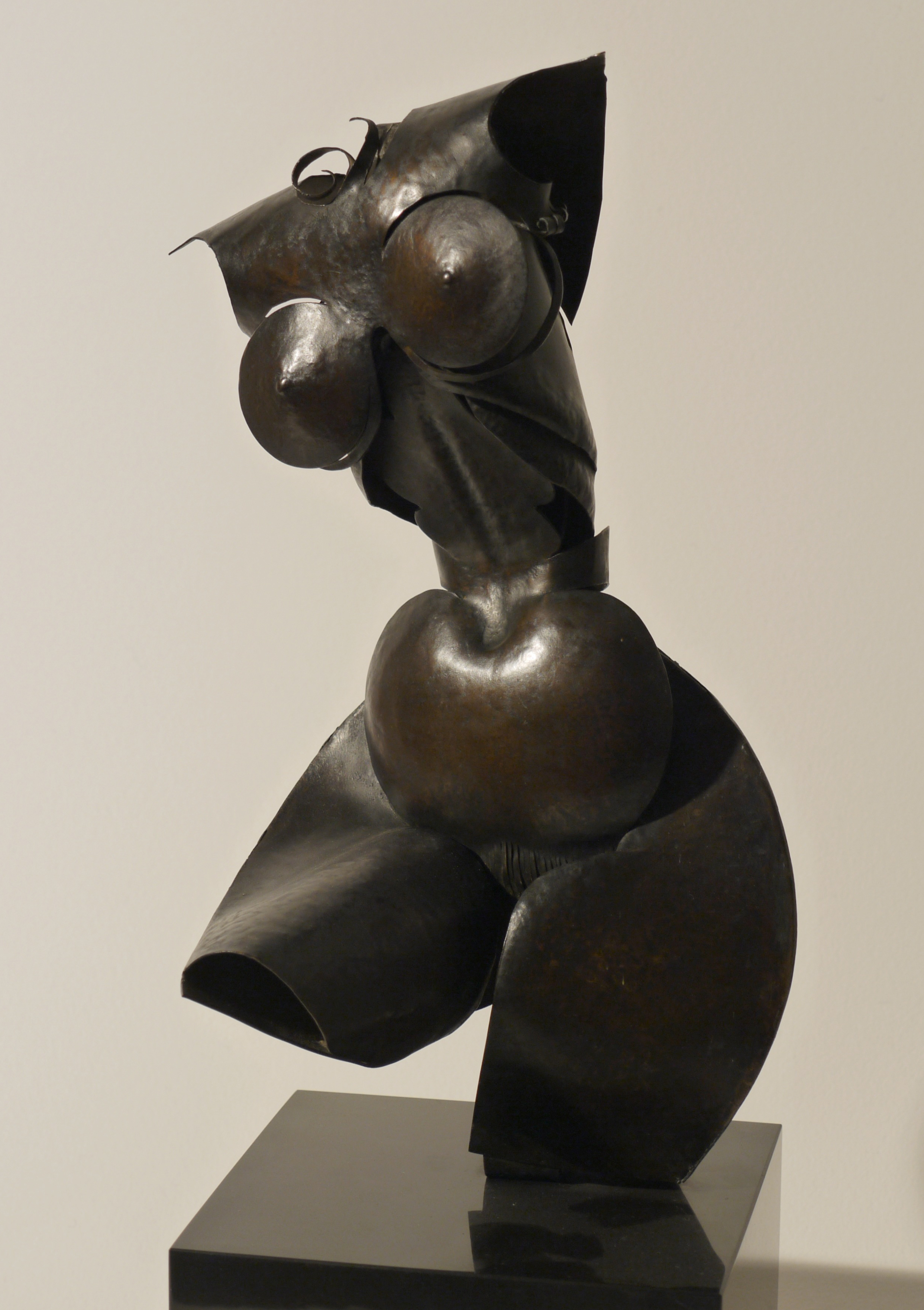
Torse de femme, cuivre, 1915
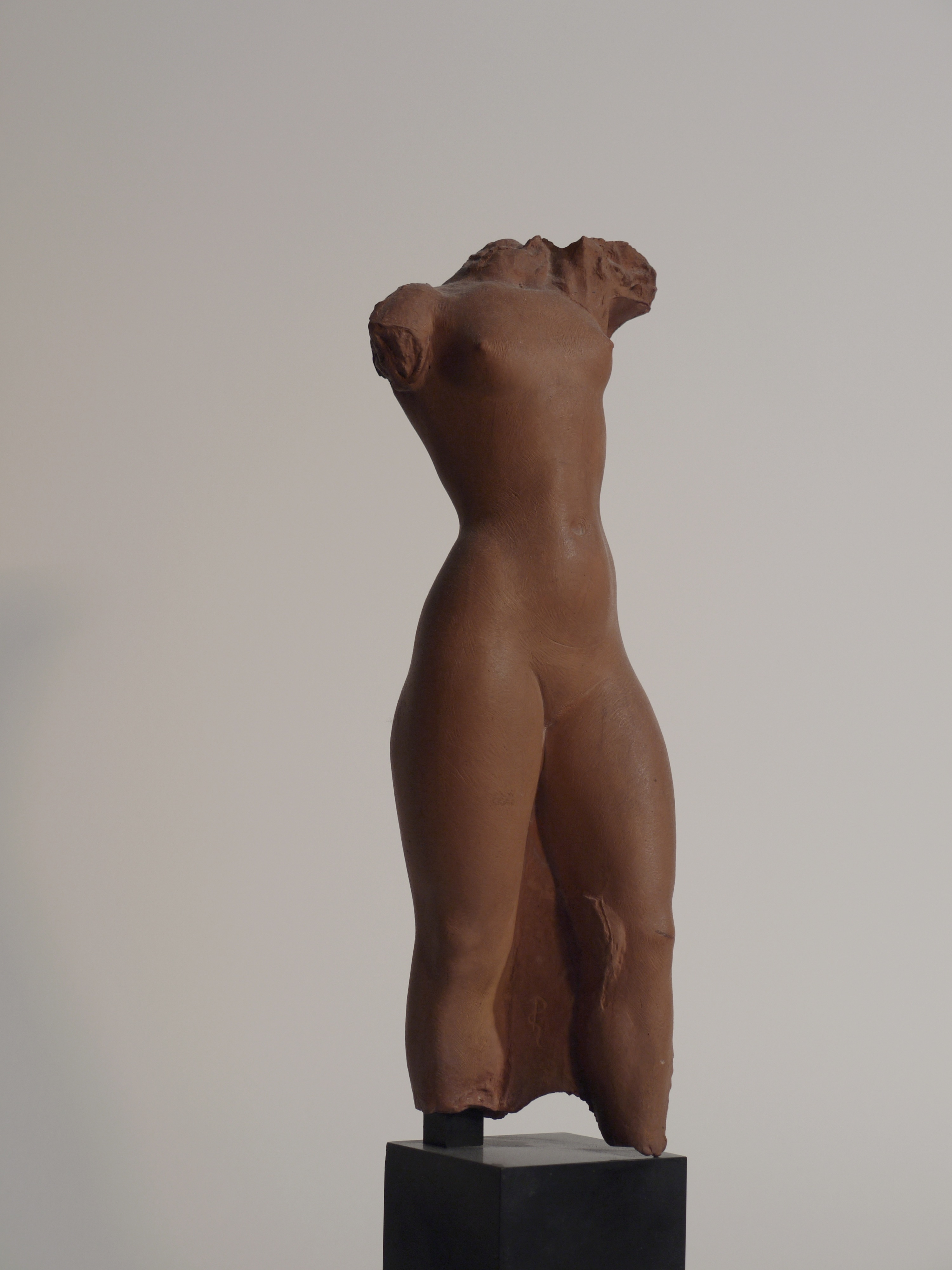
Petit torse de femme, terre cuite, 1925
Kiki de Montparnasse, bronze doré, 1928 [44]

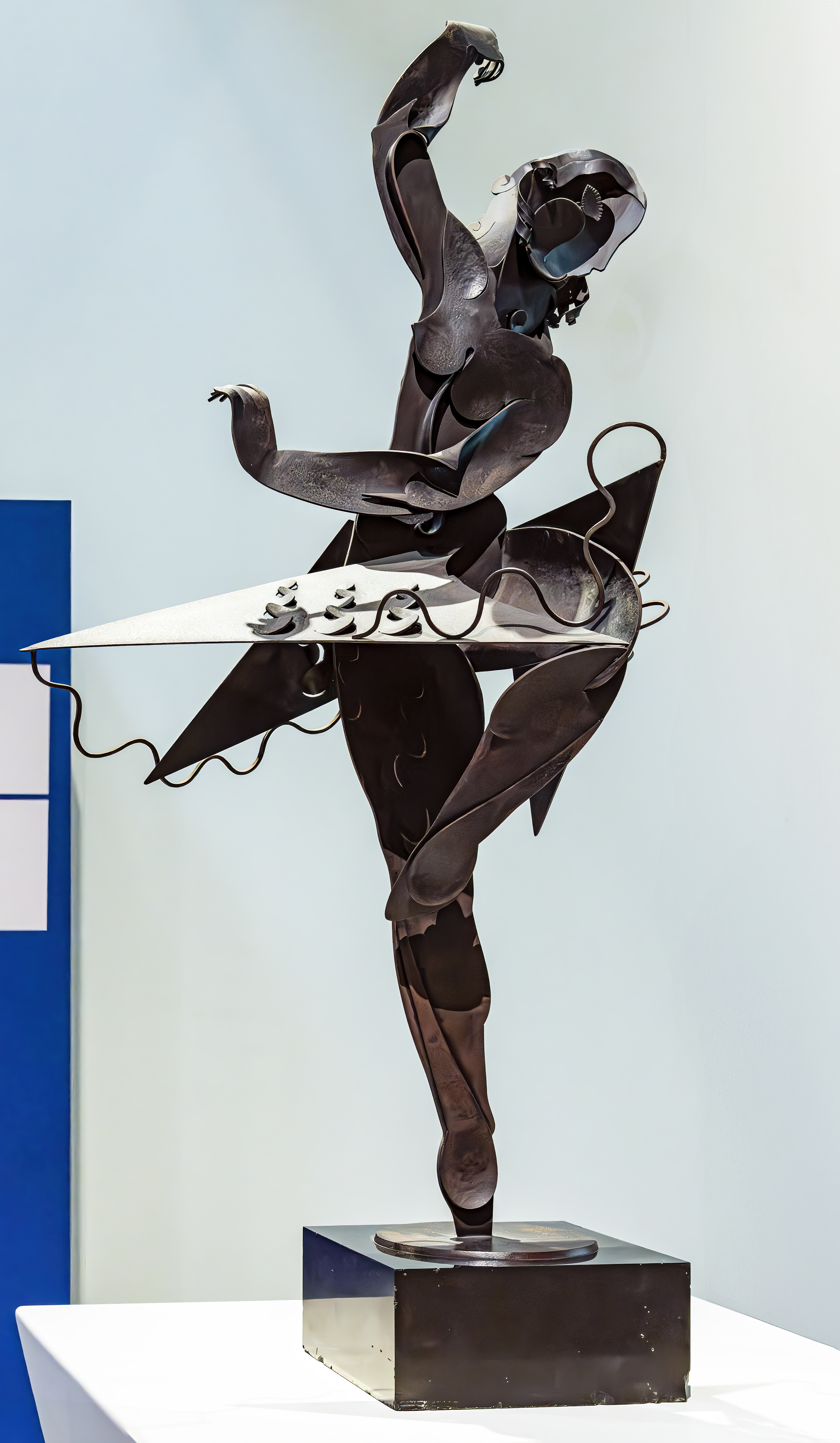
La grande ballerine, 1929, fer, MNAC
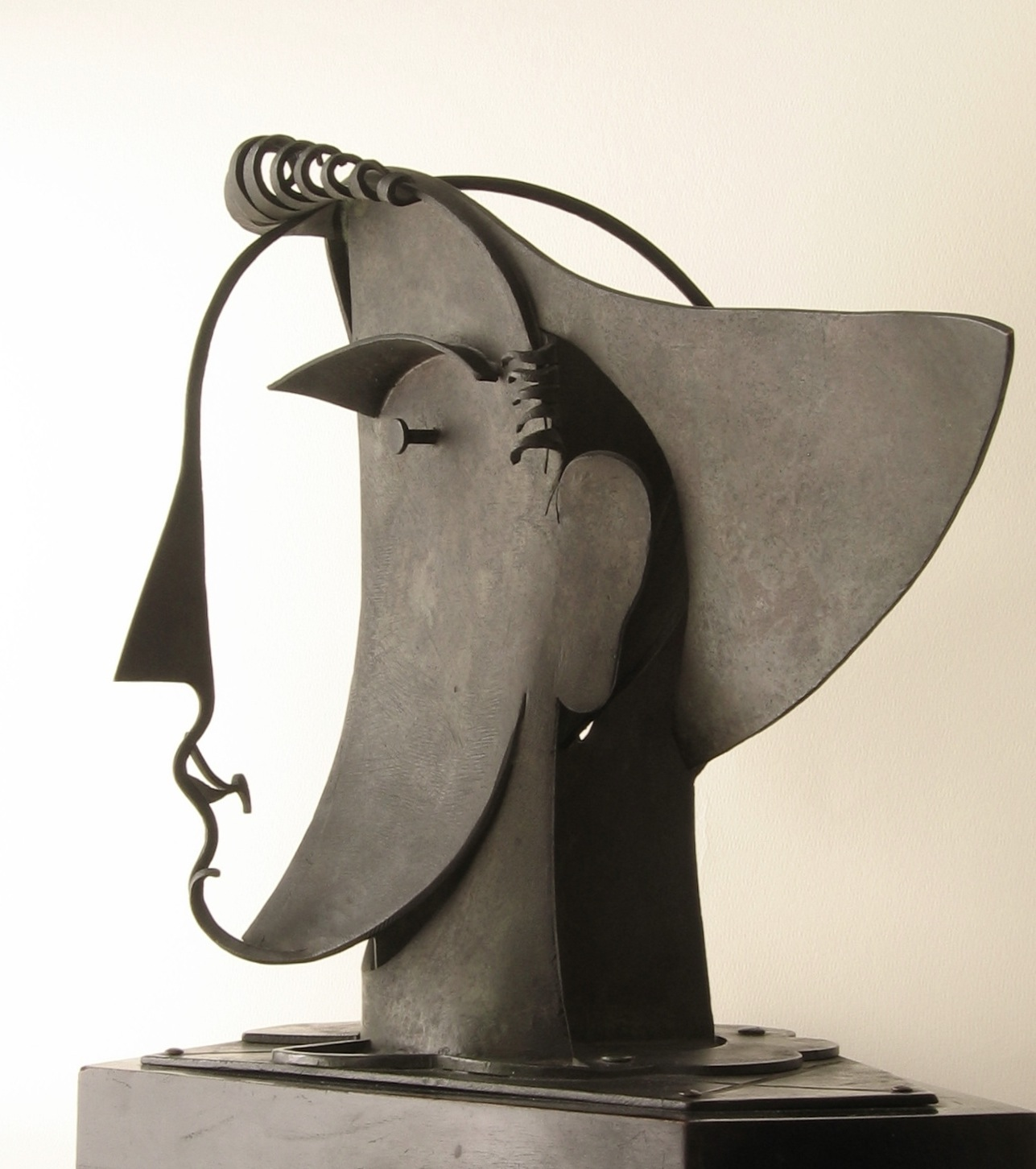
Tête d'Arlequin II, 1929, cuivre
Danseuse, 1929, cuivre et toile métallique
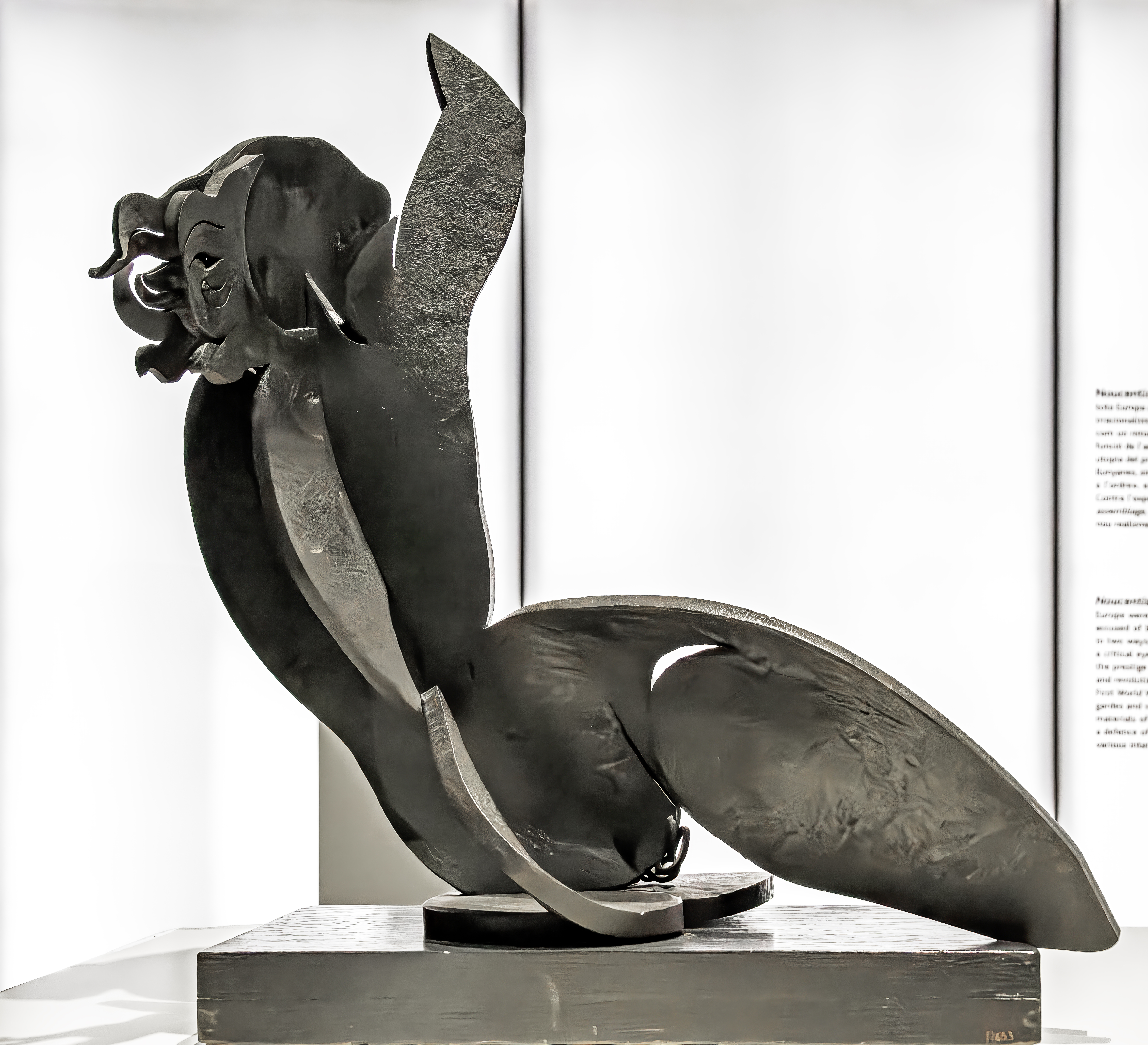
Grand Bacchante, 1931, Fer forgé riveté
Prophète, bronze, 1933
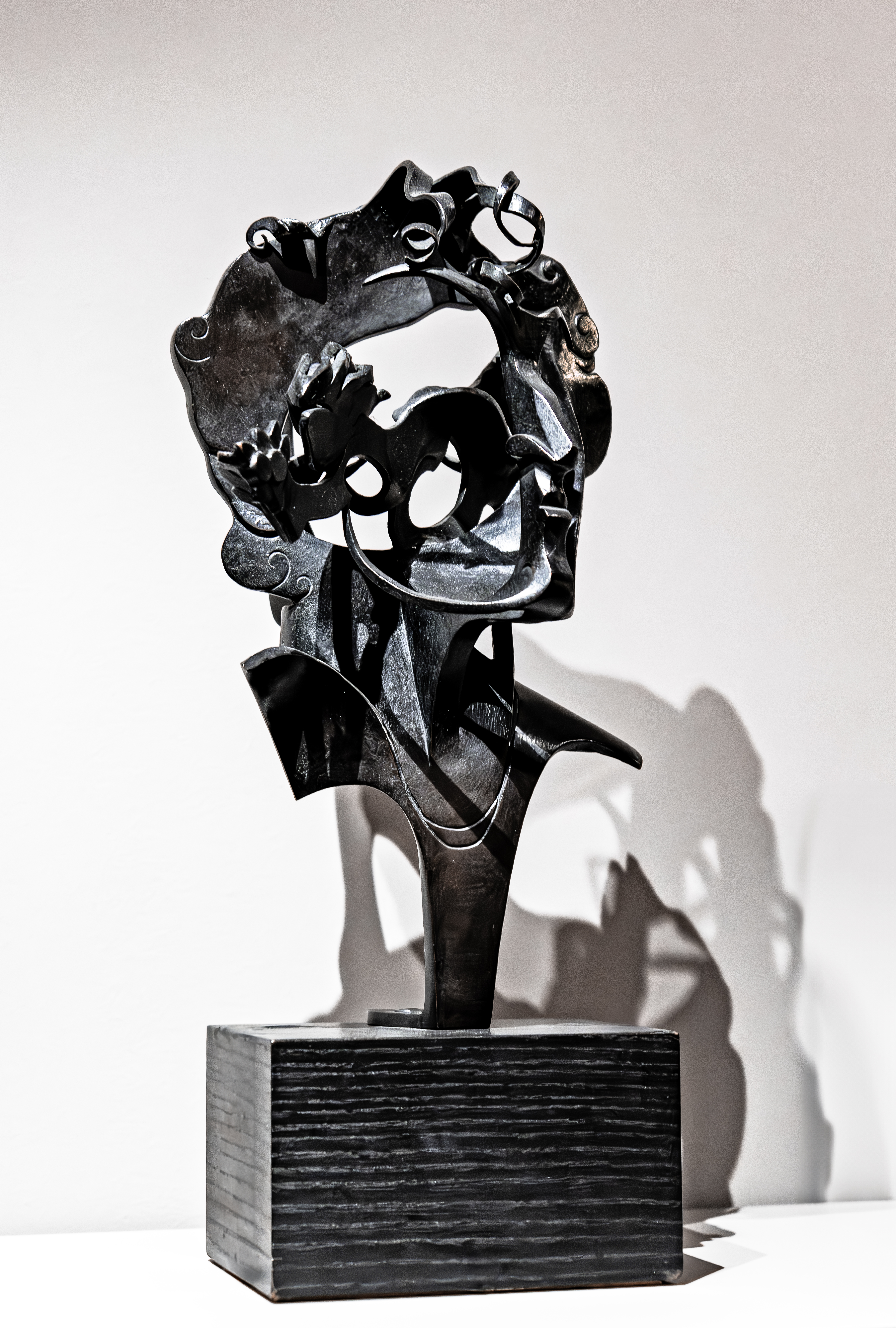
Hommage à Chagall, bronze, 1933
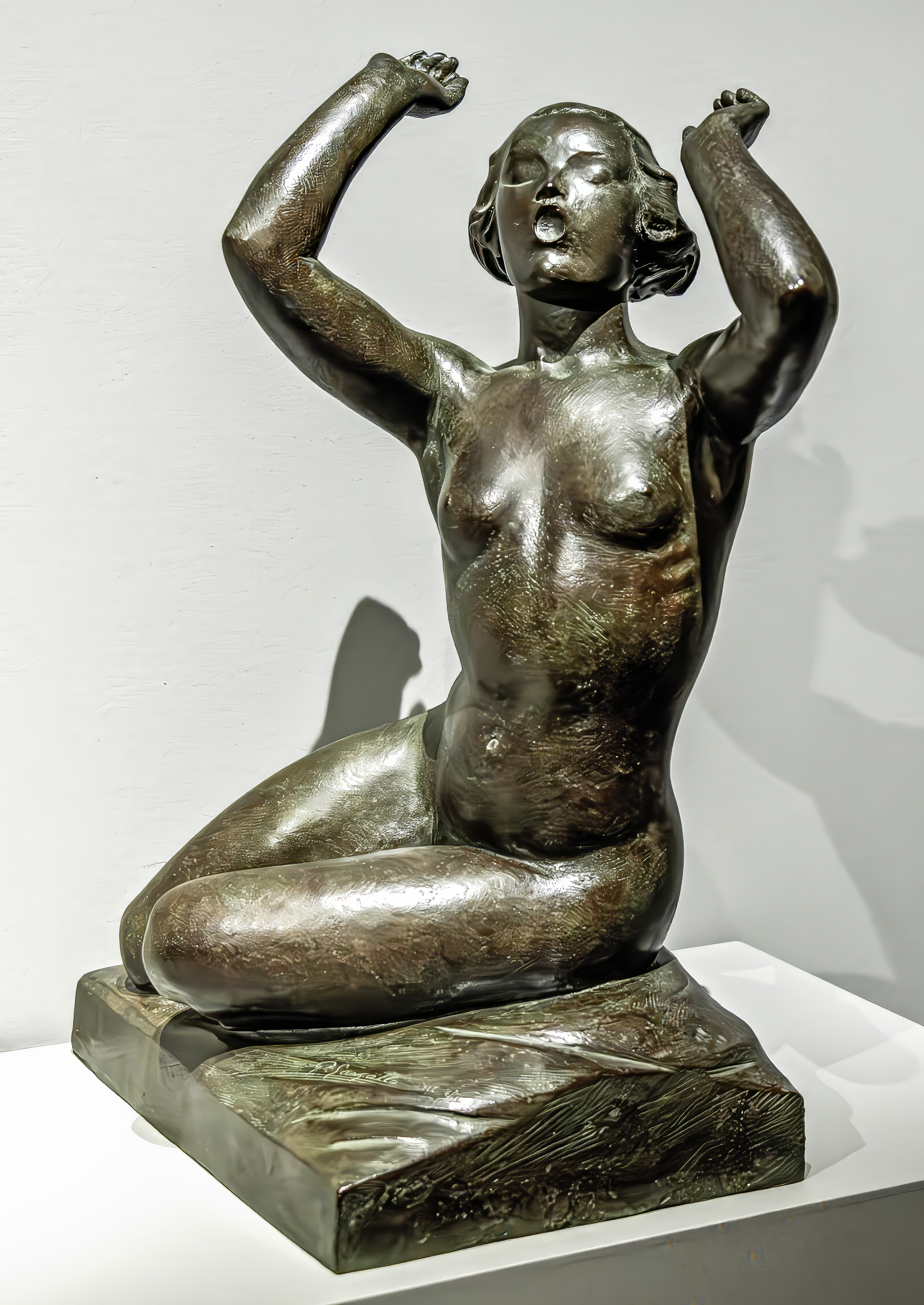
Echo, bronze, 1933
David, fer, 1934
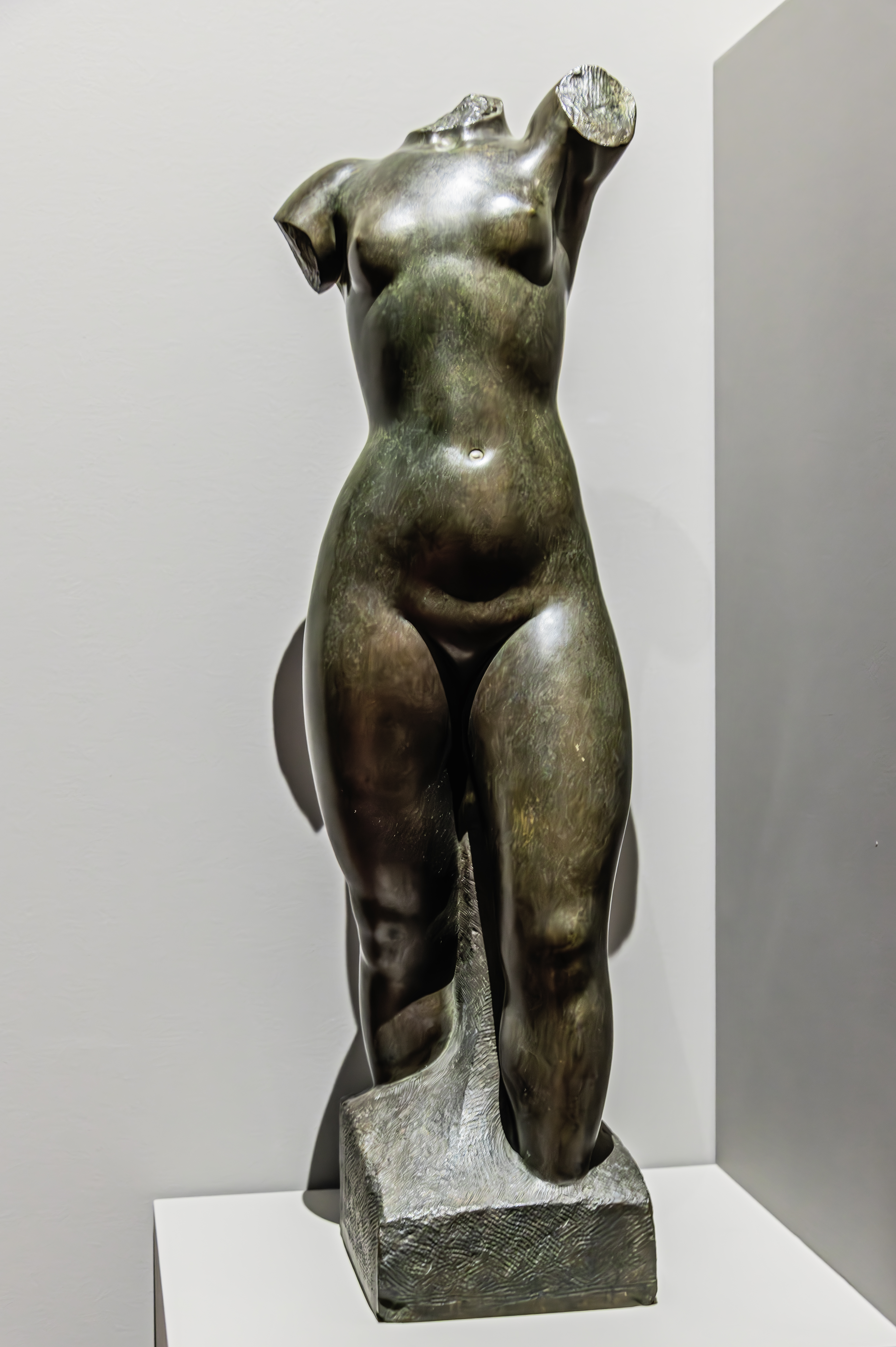
Torse de femme, bronze, 1934

## Principales expositions

### De son vivant
- 1906 : Estudis d’extremis oposats. Sala Parés, Barcelone, février-mars.
- 1915-1916 : Gargallo, Galerías Valentí, Barcelone, décembre 1915-janvier 1916.
- 1916 : Gargallo, Galeries Laietanes, Barcelone, octobre.
- 1921 : Pablo Gargallo. Sala Especial d'Esculptura - Exposició d’Art. Palau de Bellas Arts, Barcelone, 23 avril-15 juin.
- 1934 : Pablo Gargallo, Brummer Gallery, New York, 24 février-15 avril.

Gargallo. Exposició d’Escultures. Sala Parés, Barcelone, 7-21 décembre.
Gargallo. Centre de Lectura, Secció d’Art, Reus, 25 décembre.

### Posthumes
- 1935 : Pablo Gargallo. Escultor. Exposición póstuma de sus obras. Musée d'Art Moderne, Madrid, 6-21 mars.
- 1936-37 : Pablo Gargallo. Galerie René Gimpel, New York, 15 décembre 1936 - 15 janvier 1937.
- 1947 : Gargallo, Arcades des Jardins du Petit Palais, Paris, 9-24 mai.
- 1966 : Gargallo, Wilhelm-Lehmbruck Museum, Duisburg, l9 novembre - 31 décembre.
- 1970 : Pablo Gargallo, Musée Rodin, Paris, 23 avril - 8 juin.
- 1971 : Gargallo 1881-1934, Museo Español de Arte Contemporáneo, Madrid, 23 octobre - 5 décembre.
- 1971-72 : Gargallo 1881-1934, Palau de la Virreina, Barcelone, 14 décembre 1971 - 15 janvier 1972.
- 1980-81 : Centenaire Gargallo : Pablo Gargallo. 1881-1934:

Musée d’Art Moderne de la Ville, Paris, 18 décembre 1980 - 1er mars 1981.
- 1981 : Palau de la Virreina, Barcelone, 1er avril-24 mai.

Fundação Calouste Gulbenkian, Lisbonne, juin - juillet.
Palais de Cristal, Madrid, 20 octobre-26 novembre.
- 1981-82 La Lonja, Ayuntamiento de Zaragoza, Saragosse, 7 décembre 1981 - 10 janvier 1982.
- 1989 : Pablo Gargallo. Les découpages et les sculptures. Galerie Marwan Hoss, Paris, 17 mai - 12 juillet.
- 1991 : Gargallo. La nueva edad de los metales. Fundación Cultural Mapfre Vida, Madrid, 11 avril - 19 mai.
- 1998 : Pablo Gargallo. Dibujos. Museo Nacional Centro de Arte Reina Sofía, Madrid, 20 janvier - 20 avril.

Museo Pablo Gargallo, Saragosse, 28 avril - 12 juillet.
- 2001 : Pablo Gargallo. Sculptures et dessins, Hôtel de la monnaie, Paris, 3 avril-11 juin.
- 2003-04 : Pablo Gargallo, exposition itinérante :

Institut Valenciá d’Art Modern, Valence, 29 janvier 2003 - 2 mai 2004.
Centre Le Bellevue, Biarritz, 25 juin – 3 octobre 2004.
- 2006-07 : Los más vanguardista de Pablo Gargallo, Sala de Exposiciones de La Pedrera, Fundació Caixa Catalunya, Barcelona, 30 octobre 2006 - 28 janvier 2007.

La Lonja, Ayuntamiento de Zaragoza, Saragosse. 22 février - 22 avril 2007.
- 2007-08 : Pablo Gargallo en su museo. Colecciones del Museo Pablo Gargallo. Exposition itinérante :

Salas de Exposiciones Santo Domingo, Salamanca, 3 mai – 10 juin 2007.
Salas del Mercato del Este, Santander, 12 juin – 30 aout 2007.
Palacio de Fonseca, Santiago de Compostela, 25 septembre – 10 novembre 2007
Centro de Arte La Regenta, Las Palmas de Gran Canaria, novembre 2007 – janvier 2008.
Instituto Cabrera Pinto, La Laguna, Tenerife (Canarias), 28 février – 21 avril 2008.

## Collections publiques
- Algérie

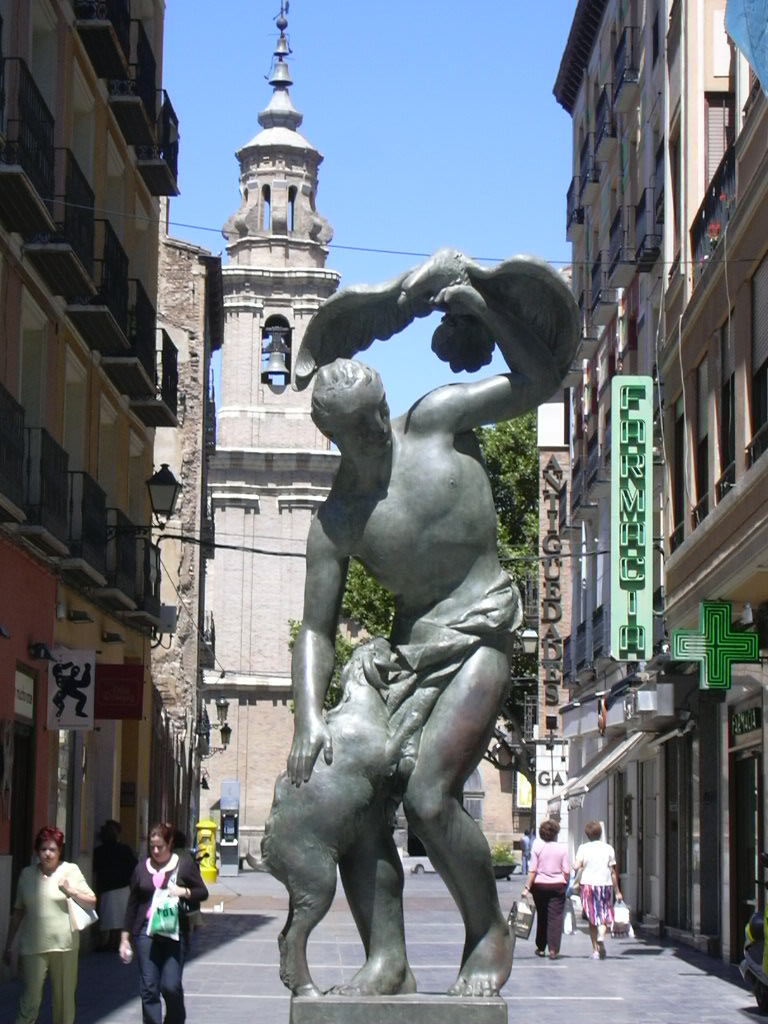
Sculpture de Pablo Gargallo à Saragosse

  - Musée national des beaux-arts, Alger.

- Allemagne
  - Wilhelm-Lehmbruck-Museum, Duisburg.
- Belgique
  - Musées royaux des beaux-arts, Bruxelles.
  - Musée de Middelheimpark, Anvers.

- Espagne
  - Maison natale de Pablo Gargallo, Maella, Aragon.
  - Museo Pablo Gargallo, Saragosse.
  - Musée national d'Art de Catalogne, Barcelone.
  - Museo Nacional Centro de Arte Reina Sofia, Madrid.
  - Museo de la Real Academia de Bellas Artes de San Fernando, Madrid.
  - Museu del Cau Ferrat, Sitges.
  - Museu Mar i Cel, Sitges.
  - Museu de Figueras.
  - Museu de les Arts de l’Espectacle, Barcelone.
  - Fundacio Espona, Barcelone.
  - Coleccion Arte del Siglo XX, Museo de la Asegurada, Alicante.
  - Museo de Bellas Artes, Bilbao.
  - Museo Camón Aznar, Saragosse.
  - Museu Comarcal de la Garrotxa, Olot.
  - Museo de Bellas Artes de Álava, Vitoria.
  - Musée de Montserrat.
  - Museo de Patio Herreriano, Valladolid.
  - Museu de Terrassa.
  - Biblioteca Museu Victor Balaguer, Vilanova i la Geltrú.
  - Museo de Arte Contemporaneo de Sevilla (Deposito del MEAC, Madrid).

- États-Unis
  - Museum of Modern Art, New York.
  - Metropolitan Museum of Art, New York.
  - The Hirshhorn Museum and Sculpture Garden -Smithsonian Institution-, Washington.
  - Baltimore Museum of Art, Baltimore.
  - Albright Knox Art Gallery, Buffalo, New York.
  - Museum of Art Rhode Island, School of Design, Providence.
  - Philadelphia Museum of Art, Philadelphie.
  - Museum of School and Design, Rhode Island.

- France
  - Musée national d’art moderne, Centre Georges-Pompidou, Paris.
  - Musée d’Art Moderne de la Ville, Paris.
  - Musée des beaux-arts, Calais.
  - Musée Goya Castres.
  - Musée des beaux-arts, Dijon.
  - Musée Cantini, Marseille.
  - Musée Despiau-Wlérick, Mont-de-Marsan.
  - Musée Paul-Valéry, Sète.
  - Musée municipal d’Art Moderne, Céret.
  - Musée de Bagnols-sur-Cèze.
  - Fondation François Desnoyer, Saint-Cyprien.
  - Fondation Coubertin, Saint-Rémy-les-Chevreuse.
  - Musée des beaux-arts, Burdeos.
  - Musée de Grenoble.
  - Musée Géo-Charles, Échirolles.
  - Musée Pablo-Picasso, Antibes.
  - Musée Tavet, Pontoise.

- Royaume-Uni
  - Sainsbury Center for Visual Art, Norwich.
- Israël
  - Museum of Modern Art, Jérusalem.
- Italie
  - Galleria d’Arte Moderna, Milan.
- Japon
  - Hakome Open Air Museum, Hakone.
  - Bridgestone Museum, Tokyo.
  - Tokushima Prefecture Museum, Tokushima, Shikoku.
- Portugal
  - Fundaçao Calouste Gulbenkian, Lisbonne.
- Venezuela
  - Musée d'art contemporain de Caracas, Caracas.